# Victoria (reine)
Pour les articles homonymes, voir Victoria, Victoria du Royaume-Uni (homonymie) et Victoria de Saxe-Cobourg.
Victoria, née Alexandrina Victoria le 24 mai 1819 au palais de Kensington à Londres et morte le 22 janvier 1901 à Osborne House sur l'île de Wight, est reine du Royaume-Uni de Grande-Bretagne et d'Irlande du 20 juin 1837 jusqu'à sa mort. À partir du 1er juillet 1867, elle est également reine du Canada, ainsi qu'impératrice des Indes à compter du 1er mai 1876, puis enfin reine d'Australie le 1er janvier 1901.
Victoria est la fille du prince Édouard-Auguste, duc de Kent et de Strathearn, le quatrième fils du roi George III. Le duc et le roi meurent en 1820 et Victoria est élevée par sa mère d'origine allemande, la princesse Victoire de Saxe-Cobourg-Saalfeld. Elle monte sur le trône à l'âge de 18 ans après la mort sans héritiers légitimes des trois frères aînés de son père. Le Royaume-Uni était déjà une monarchie constitutionnelle dans laquelle le souverain avait relativement peu de pouvoir politique. En privé, Victoria essaye d'influencer les politiques gouvernementales et les nominations ministérielles. En public, elle devient une icône nationale et est assimilée aux normes strictes de la morale de l'époque.
Victoria épouse son cousin germain, le prince Albert de Saxe-Cobourg-Gotha le 10 février 1840. Leurs neuf enfants épousent des membres de familles royales et nobles européennes diverses, ce qui vaut à Victoria le surnom de « grand-mère de l'Europe ». Après la mort d'Albert en 1861, Victoria sombre dans une profonde dépression et se retire de la vie publique. En conséquence de ce retrait, le républicanisme gagne temporairement en influence, mais sa popularité remonte dans les dernières années de son règne grâce à ses jubilés d'or et de diamant qui donnent lieu à de grandes célébrations publiques.
Son règne de 63 ans et 7 mois est le deuxième plus long de toute l'histoire du Royaume-Uni après celui d'Élisabeth II, son arrière-arrière-petite-fille. Connu sous le nom d'époque victorienne (bien que cette époque ait commencé en 1832), il marque une période de profonds changements sociaux, économiques et technologiques au Royaume-Uni et une rapide expansion de l'Empire britannique. Victoria est le dernier monarque britannique de la maison de Hanovre à régner sur les îles Britanniques depuis 1714, car son fils et héritier Édouard VII appartient à la lignée de son père, la maison de Saxe-Cobourg et Gotha.

## Premières années

### Naissance et famille

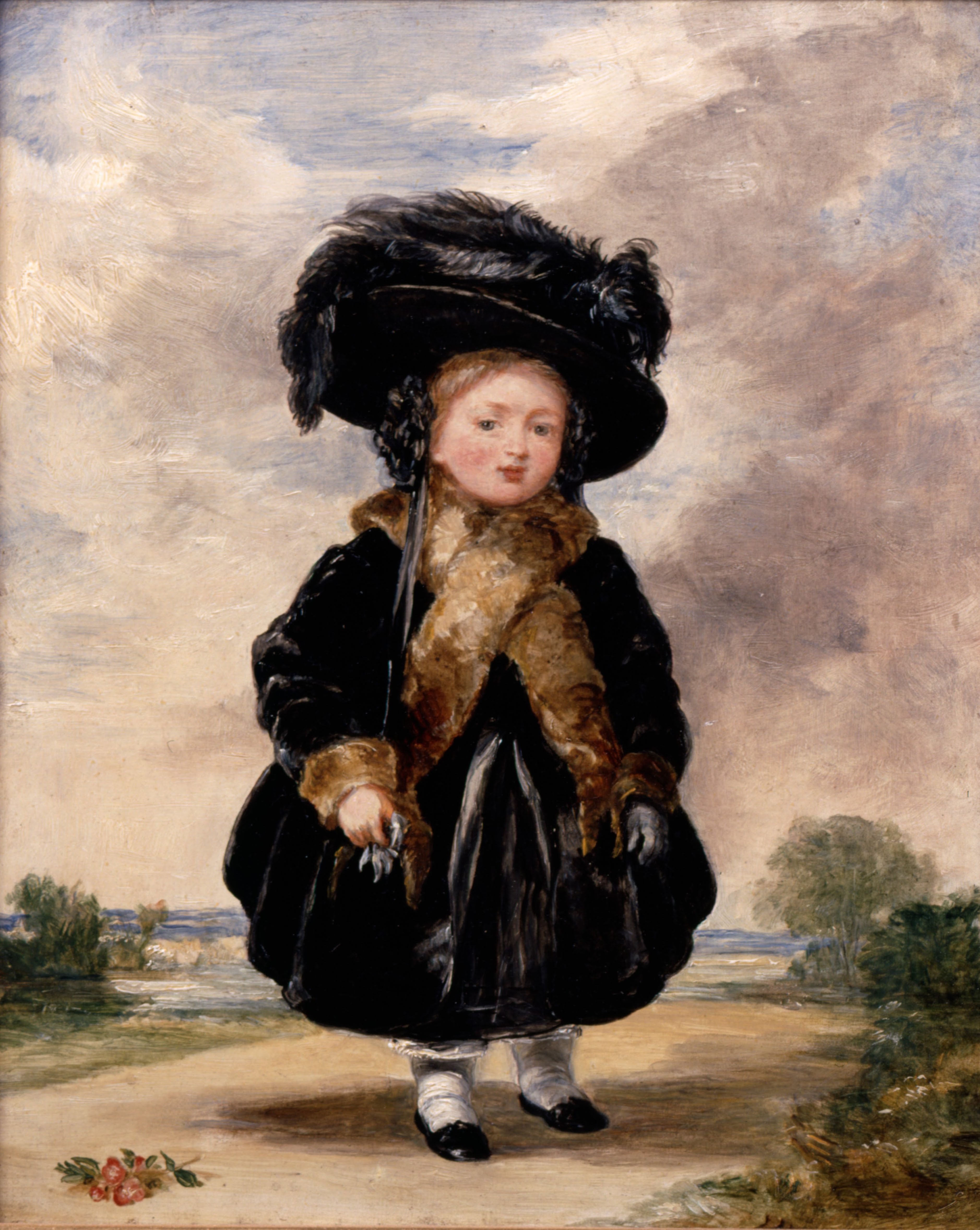
Victoria à l'âge de quatre ans (peinture de Stephen Poyntz Denning, 1823).

Le père de Victoria était le prince Édouard-Auguste de Kent et de Strathearn, le quatrième fils du roi George III. Jusqu'en 1817, la nièce d'Édouard, la princesse Charlotte Augusta de Galles, était la seule petite-fille légitime de George III. Sa mort en 1817 entraîna une crise de succession au Royaume-Uni et le duc de Kent et ses frères célibataires furent invités à se marier et à avoir des enfants. En 1818, le duc épousa la princesse Victoire de Saxe-Cobourg-Saalfeld, une princesse allemande dont le frère Léopold était le veuf de la princesse Charlotte Augusta. La princesse Victoire de Saxe-Cobourg-Saalfeld — dorénavant connue sous le titre de duchesse de Kent — avait déjà deux enfants issus de son premier mariage avec Émile-Charles de Linange (1763 – 1814) : Charles de Leiningen (1804 – 1856) et Théodora de Leiningen (1807 – 1872). Plus tard dans sa vie, Victoria maintient des contacts étroits avec sa demi-sœur. Le duc et la duchesse eurent un seul enfant, Victoria, née à 4 h 15 le 24 mai 1819 au palais de Kensington à Londres.

### Baptême de la princesse
La princesse Alexandrina Victoria est baptisée en privé par l'archevêque de Cantorbéry, Charles Manners-Sutton, le 24 juin 1819 dans la Cupola Room du palais de Kensington. Elle est baptisée Alexandrina d'après l'un de ses parrains, l'empereur Alexandre Ier, et Victoria d'après sa mère. D'autres noms proposés par ses parents, Georgina (ou Georgiana), Charlotte et Augusta, furent abandonnés sur les instructions du frère aîné du duc, le prince régent (futur George IV).

### Ordre de succession au trône
À sa naissance, c'est son grand-père le populaire roi George III qui règne. Victoria est en cinquième place dans l'ordre de succession au trône britannique, après son père et les trois frères aînés de ce dernier : le prince régent, le duc d'York et le duc de Clarence (futur Guillaume IV). Le prince-régent et le duc d'York sont séparés de leurs épouses et sont d'un âge avancé ; il est donc improbable qu'ils aient d'autres enfants. Les ducs de Kent et de Clarence se marient le même jour, un an avant la naissance de Victoria, mais les deux filles du duc de Clarence (nées respectivement en 1819 et 1820) meurent en bas âge. À partir de 1820, Victoria ne fait que de se rapprocher du trône : son père meurt en janvier de cette année-là, ce qui la fait progresser à la quatrième place. Moins d'une semaine plus tard, le roi meurt à son tour et la montée sur le trône du prince-régent fait passer Victoria à la troisième place. Elle recule d'une place entre décembre 1820 et mars 1821, le temps de la courte vie de sa cousine la princesse Élisabeth de Clarence. En 1827 meurt le duc d'York, la faisant passer à la seconde place. Finalement, à la mort de son oncle George IV en 1830, Victoria devient l'héritière présomptive de son dernier oncle encore en vie, le duc de Clarence devenu le roi Guillaume IV. La princesse est âgée de 11 ans. Le Regency Act (en) de 1830 charge la duchesse de Kent d'assurer la régence dans l'éventualité où Guillaume IV mourrait avant que Victoria ait 18 ans. Le roi n'avait pas confiance en la capacité de la duchesse à jouer le rôle de régente et en 1836, il déclare en sa présence qu'il veut vivre jusqu'au 18e anniversaire de Victoria pour éviter une régence.

## Héritière présomptive

### Enfance familiale

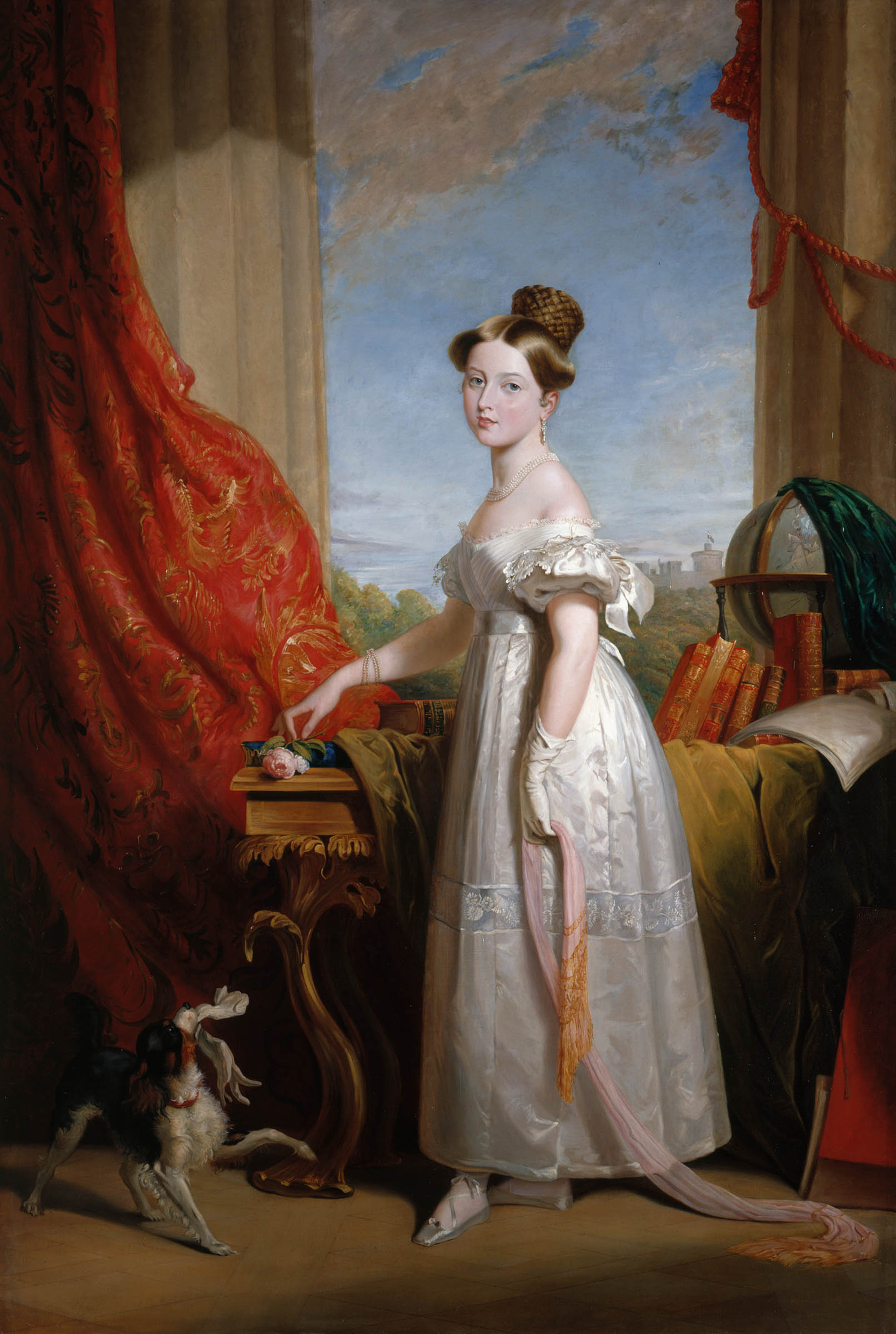
Victoria avec son épagneul Dash.
Peinture de George Hayter, 1833.

Victoria décrit plus tard son enfance comme « plutôt triste ». Sa mère était extrêmement protectrice et Victoria fut en grande partie élevée à l'écart des autres enfants sous ledit « système de Kensington », une série de règles et de protocoles stricts rédigés par la duchesse et son ambitieux et dominateur contrôleur de gestion, John Conroy, dont la rumeur prétendait qu'il était son amant. Ce système empêchait la princesse de rencontrer des personnes que sa mère et Conroy jugeaient indésirables (dont la plus grande partie de la famille de son père) et était conçu pour la rendre faible et dépendante. La duchesse évitait la cour car elle était scandalisée par la présence des enfants illégitimes du roi Guillaume, et est peut-être à l'origine de la morale victorienne en insistant pour que sa fille ne fût pas exposée à l'inconvenance sexuelle. Victoria partageait sa chambre avec sa mère chaque nuit, étudiait avec des tuteurs privés selon un emploi du temps précis et passait ses heures de jeu avec ses poupées et son King Charles Spaniel, Dash. Elle apprit le français, l'allemand, l'italien et le latin, mais elle parlait uniquement anglais à la maison.

### Premiers voyages

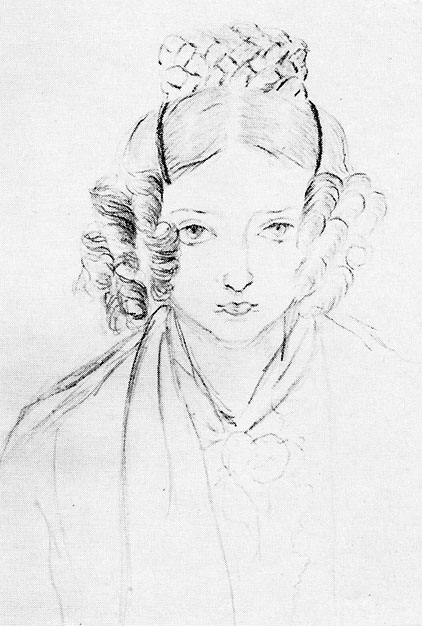
Autoportrait, 1835.

En 1830, la duchesse de Kent et Conroy emmènent Victoria dans le centre de l'Angleterre pour visiter les collines de Malvern. Ils s'arrêtent dans de nombreuses résidences aristocratiques sur le trajet. D'autres voyages similaires furent organisés en Angleterre et au pays de Galles en 1832, 1833, 1834 et 1835. Au grand agacement du roi Guillaume IV, Victoria est accueillie avec enthousiasme à chacune de ses étapes. Guillaume IV compare les voyages à des Joyeuses Entrées et s'inquiète de voir Victoria présentée comme une rivale plutôt que comme son héritière présomptive. Victoria appréciait peu ces déplacements ; les constantes apparitions publiques la fatiguaient et elle avait trop peu de temps pour se reposer. Malgré ses plaintes, appuyées par la désapprobation du roi, sa mère refuse d'interrompre ces déplacements. À Ramsgate en octobre 1835, Victoria développe une forte fièvre, ce que Conroy ignore d'abord en considérant qu'il ne s'agissait que d'un caprice enfantin. Pendant la maladie de Victoria, Conroy et la duchesse tentent sans succès de la convaincre de prendre Conroy comme secrétaire particulier. À l'adolescence, Victoria résiste encore aux tentatives répétées de sa mère et de Conroy pour que ce dernier soit officiellement nommé dans son entourage. Devenue reine, elle le bannit de la cour, mais il demeura dans la résidence de sa mère.

### Relations avec Léopold Ier
En 1836, le frère de la duchesse, Léopold, devenu roi des Belges en 1831, espère marier sa nièce avec son neveu, Albert de Saxe-Cobourg-Gotha. Comme Léopold, la mère de Victoria et le père d'Albert (Ernest Ier de Saxe-Cobourg et Gotha) sont frères et sœur ; Victoria et Albert sont cousins germains. En mai 1836, Léopold organise une réunion de ses proches appartenant à la famille Saxe-Cobourg et Gotha avec la mère de Victoria dans l'objectif de présenter Albertà Victoria. Guillaume IV est cependant peu favorable à une union avec les Saxe-Cobourg et Gotha et préférait le parti d'Alexandre des Pays-Bas, le second fils du prince d'Orange. Victoria était consciente des nombreux projets matrimoniaux la concernant, et elle évaluait de manière critique les différents candidats. Selon son journal, elle apprécia la compagnie d'Albert dès leur première rencontre. Après sa visite, elle écrivit « [Albert] est extrêmement beau ; ses cheveux sont de même couleur que les miens ; ses yeux sont grands et bleus et il a un beau nez et une bouche très douce avec de belles dents ; mais le charme de sa contenance est son atout le plus délicieux ». À l'inverse, Alexandre était jugé « très quelconque ».
Victoria écrivit à son oncle Léopold, qu'elle considérait comme son « meilleur et plus gentil conseiller », pour le remercier « de la perspective de l'immense bonheur que vous avez contribué à me donner en la personne de ce cher Albert… Il possède toutes les qualités qui pourraient être désirées pour me rendre parfaitement heureuse. Il est si raisonnable, si gentil et si bon et si aimable aussi. Il a en plus l'apparence et l'extérieur les plus plaisants et les plus délicieux qu'il vous est possible de voir ». À 17 ans, Victoria, bien qu'intéressée par Albert, n'est cependant pas prête à se marier. Les deux parties ne s'accordent pas sur un engagement formel, mais supposent que l'union se fera en temps et en heure.

## Reine du Royaume-Uni

### Accession au trône et couronnement

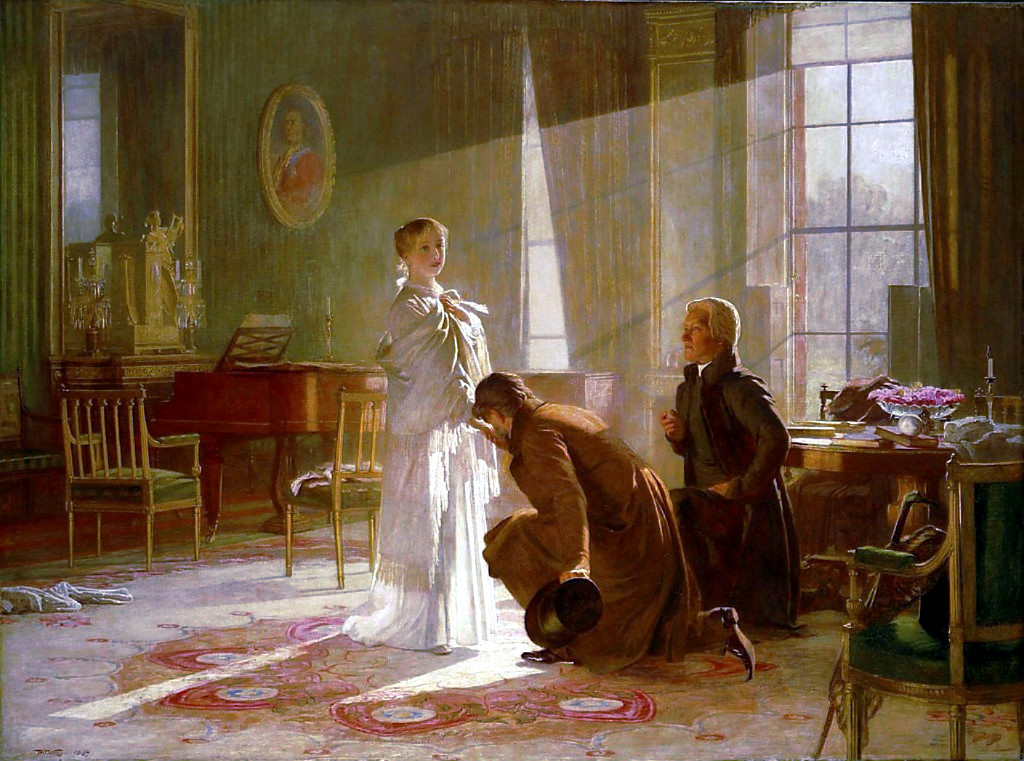
Victoria apprenant son accession au trône de la part de Lord Conyngham (à gauche) et de l'archevêque de Canterbury.

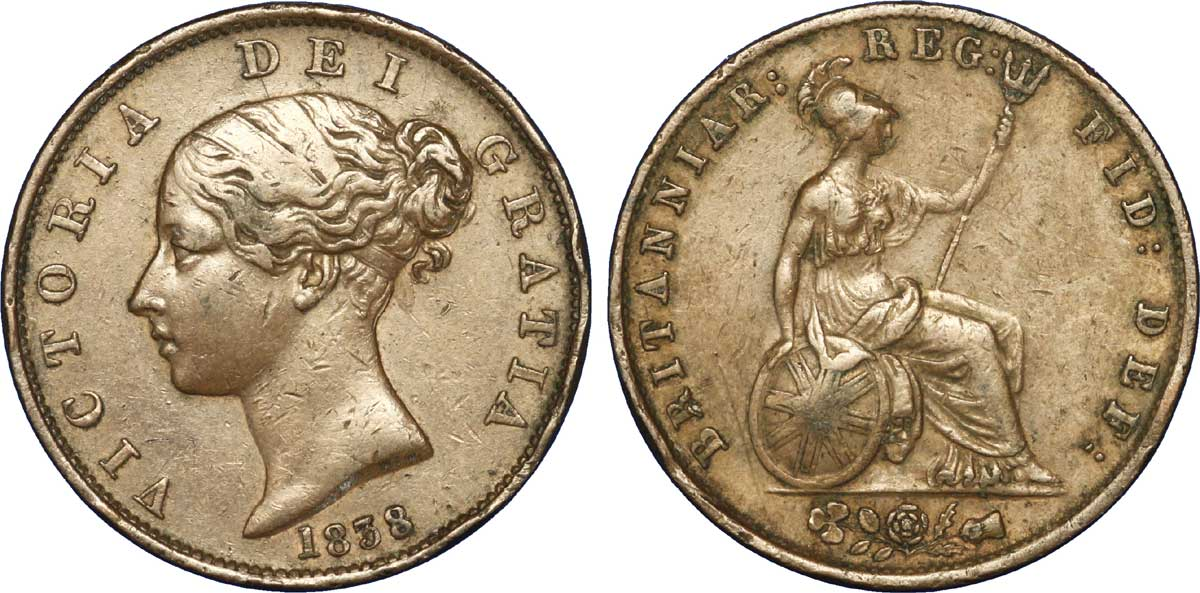
Un demi-penny à l'effigie de la jeune reine Victoria (1838).

Victoria fête ses 18 ans le 24 mai 1837, âge qui lui permet de régner seule. L'épouvantail d'une régence — politiquement toujours instable — se dissipe.
Le roi Guillaume IV meurt un mois plus tard le 20 juin 1837, à l'âge de 71 ans, et Victoria devient reine du Royaume-Uni.
Dans son journal, la jeune souveraine écrivit : « J'ai été réveillée à 6 h par Mamma qui me dit que l'archevêque de Canterbury et Lord Conyngham étaient là et qu'ils voulaient me voir. Je suis sortie du lit et me suis rendue dans mon salon (en ne portant que ma robe de chambre) et « seule », je les ai vus. Lord Conyngham m'informa alors que mon pauvre oncle, le roi, n'était plus et avait expiré à 2 h 12 ce matin et que par conséquent « Je » suis « Reine » ». Les documents officiels préparés le premier jour de son règne la nommaient Alexandrina Victoria, mais le premier prénom est retiré à sa demande et n'est plus utilisé.
Depuis 1714, le Royaume-Uni était en union personnelle avec le royaume de Hanovre en Allemagne, mais, d'après la loi salique, les femmes étaient exclues de la succession au trône hanovrien. Victoria hérite donc des territoires et de toutes les colonies britanniques, et le trône de Hanovre passe au plus jeune frère de son père, l'impopulaire duc de Cumberland et Teviotdale qui devient roi sous le nom d'Ernest-Auguste Ier de Hanovre. Il était l'héritier présomptif de Victoria jusqu'à ce qu'elle ait un enfant.

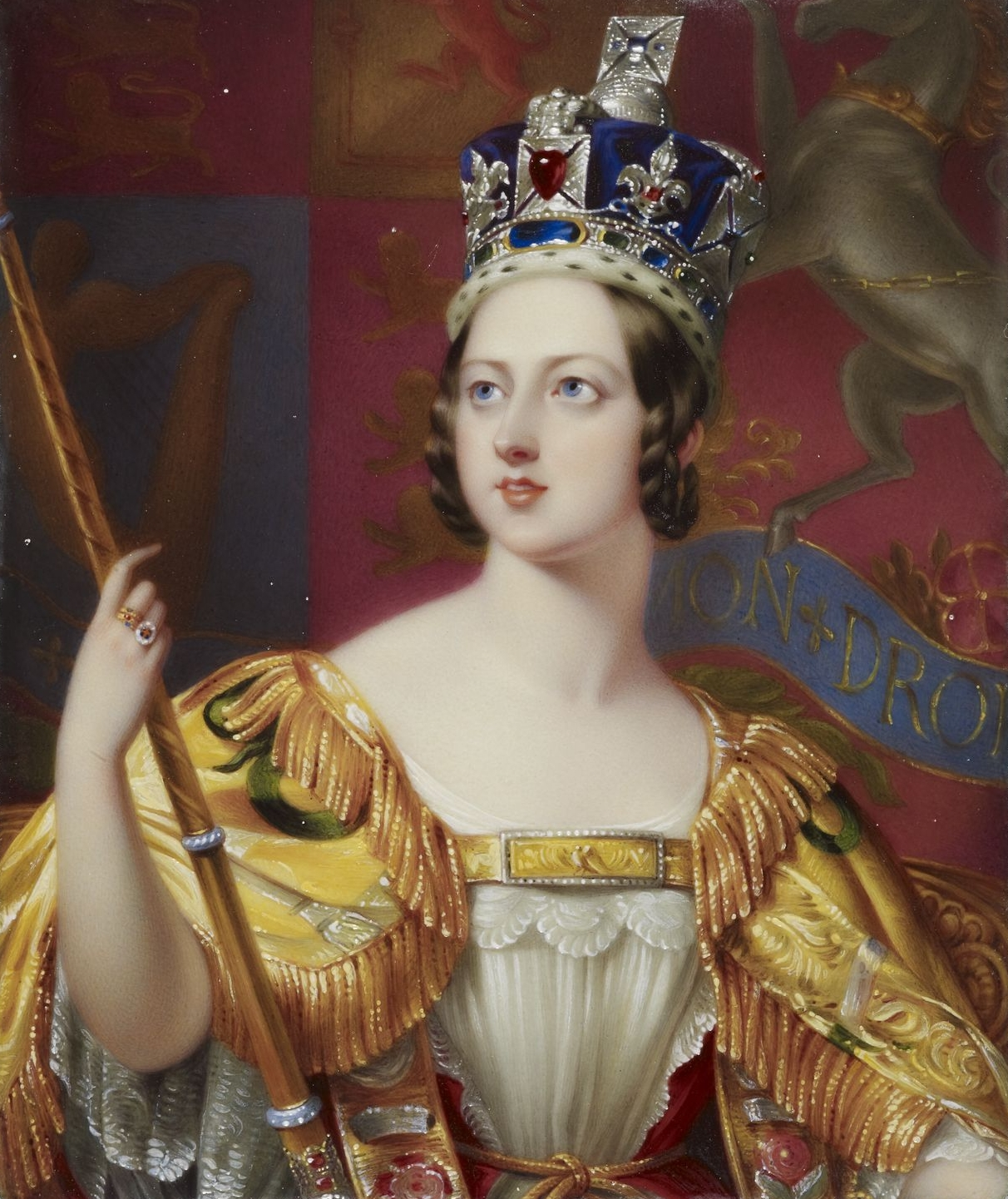
Portrait de couronnement par George Hayter.

Au moment de son accession au trône, le gouvernement est mené par le Premier ministre whig Lord Melbourne et ce dernier exerça une influence importante sur la reine politiquement inexpérimentée. L'écrivain Charles Greville suggère que Lord Melbourne, veuf et sans enfants, « était aussi attaché à elle que si elle avait été sa fille » et Victoria le considérait probablement comme une figure paternelle. Son couronnement fut organisé le 28 juin 1838 et elle devint le premier souverain à résider au palais de Buckingham. Elle hérita des revenus des duchés de Lancastre et de Cornouailles et reçut une liste civile annuelle de 385 000 £ (28,5 millions de livres de 2011). Financièrement prudente, elle remboursa les dettes de son père.

### Les premières années du règne (1838-1840)

#### Forte popularité de la reine
Victoria était populaire au début de son règne, mais sa réputation fut ternie par une intrigue de cour en 1839 lorsque l'une des dames d'honneur, Flora Hastings, développa une rondeur abdominale dont la rumeur disait qu'il s'agissait d'une grossesse hors mariage liée à une relation avec John Conroy ; Victoria considérait que les rumeurs étaient véridiques. Elle détestait Conroy et méprisait « cette odieuse Lady Flora » car elle avait participé avec Conroy et la duchesse de Kent au « système de Kensington ». Lady Hastings refusa initialement de se faire examiner avant d'accepter au milieu du mois de février et il se révéla qu'elle était vierge. Conroy, la famille de Hastings et les tories appartenant à l'opposition organisèrent une conférence de presse accusant la reine de propager de fausses rumeurs au sujet de Flora Hastings. Lorsqu'elle mourut en juillet, l'autopsie révéla une importante tumeur hépatique qui avait distendu son abdomen. Lors des apparitions publiques, Victoria fut sifflée et conspuée comme étant « Mme Melbourne ».

#### La crise de la chambre à coucher

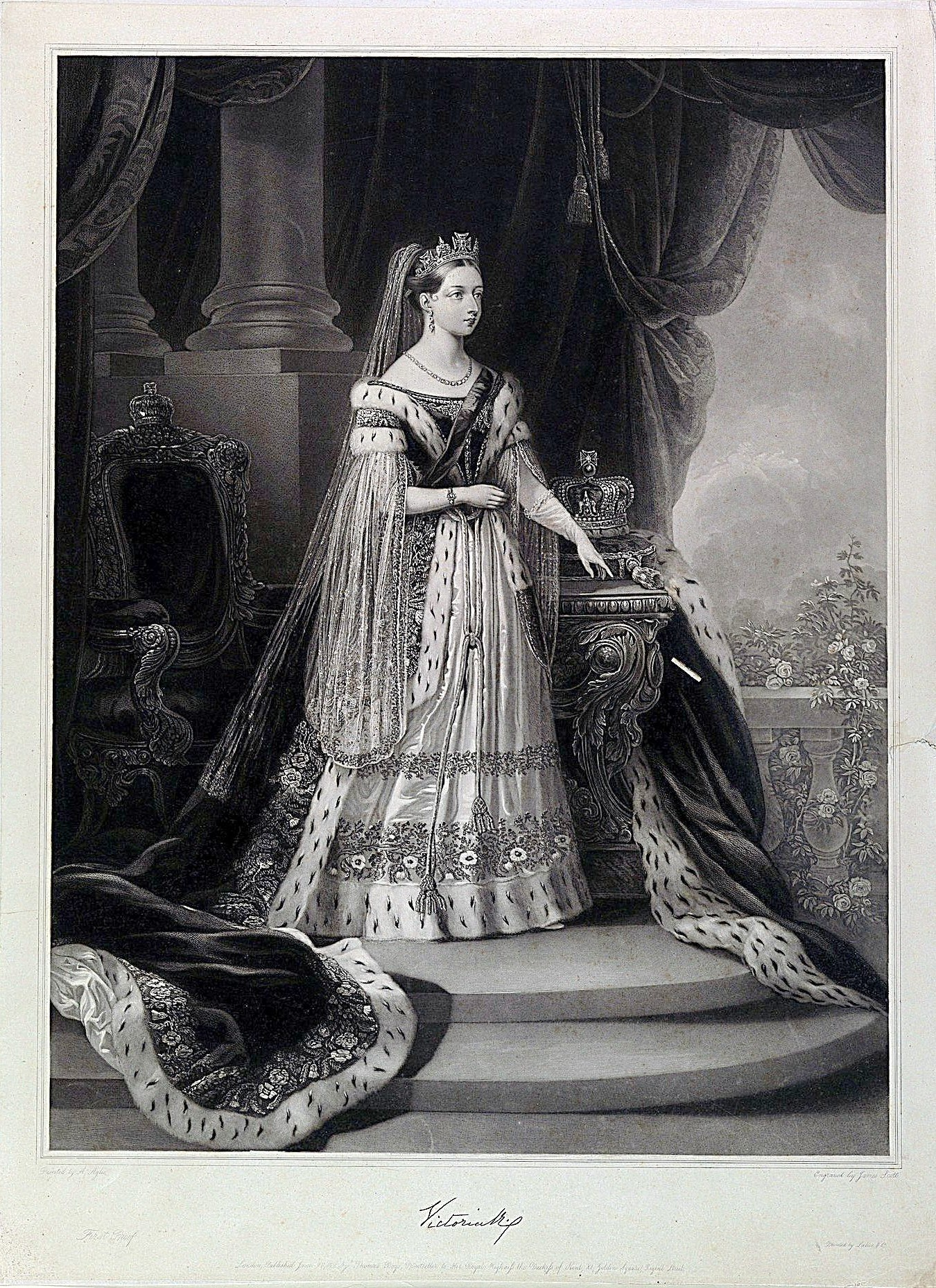
La reine Victoria en 1838

En 1839, Lord Melbourne démissionna après que les radicaux et les tories (que Victoria détestait) eurent voté contre une loi suspendant la constitution en Jamaïque. La législation supprimait les pouvoirs politiques des planteurs qui s'opposaient aux mesures associées à l'abolition de l'esclavage. La reine chargea un tory, Robert Peel, de former un nouveau gouvernement. À l'époque, il était de coutume pour le Premier ministre de nommer les « dames de la chambre à coucher » qui servaient de dames de compagnie auprès de la reine et étaient généralement des épouses de membres du parti au pouvoir. Ces dames étaient des épouses de whigs et Peel souhaitait les remplacer par des épouses de tories. Dans ce qui fut appelé la « crise de la chambre à coucher », Victoria, conseillée par Lord Melbourne, s'opposa à leur renvoi. Peel refusa de gouverner selon les conditions imposées par la reine et offrit sa démission, ce qui permit à Lord Melbourne de revenir au pouvoir.

#### Mariage avec le prince Albert
Même si elle est devenue reine, Victoria reste une jeune femme célibataire, et les conventions sociales de l'époque lui imposent de vivre avec sa mère malgré leurs différends sur son éducation et la confiance que la duchesse de Kent continuait d'accorder à Conroy.
La duchesse de Kent était consignée dans un appartement isolé du palais de Buckingham, et Victoria refusait souvent de la rencontrer. Lorsque Victoria se plaignit à Lord Melbourne que la proximité de sa mère promettait des « souffrances pendant de nombreuses années », ce dernier compatit, mais répondit que cela ne pouvait être évité que par un mariage, ce que Victoria qualifia « d'alternative choquante ». Elle montra de l'intérêt pour l'éducation d'Albert en vue de son futur rôle d'époux, mais elle résista aux pressions qui la poussaient à se marier.

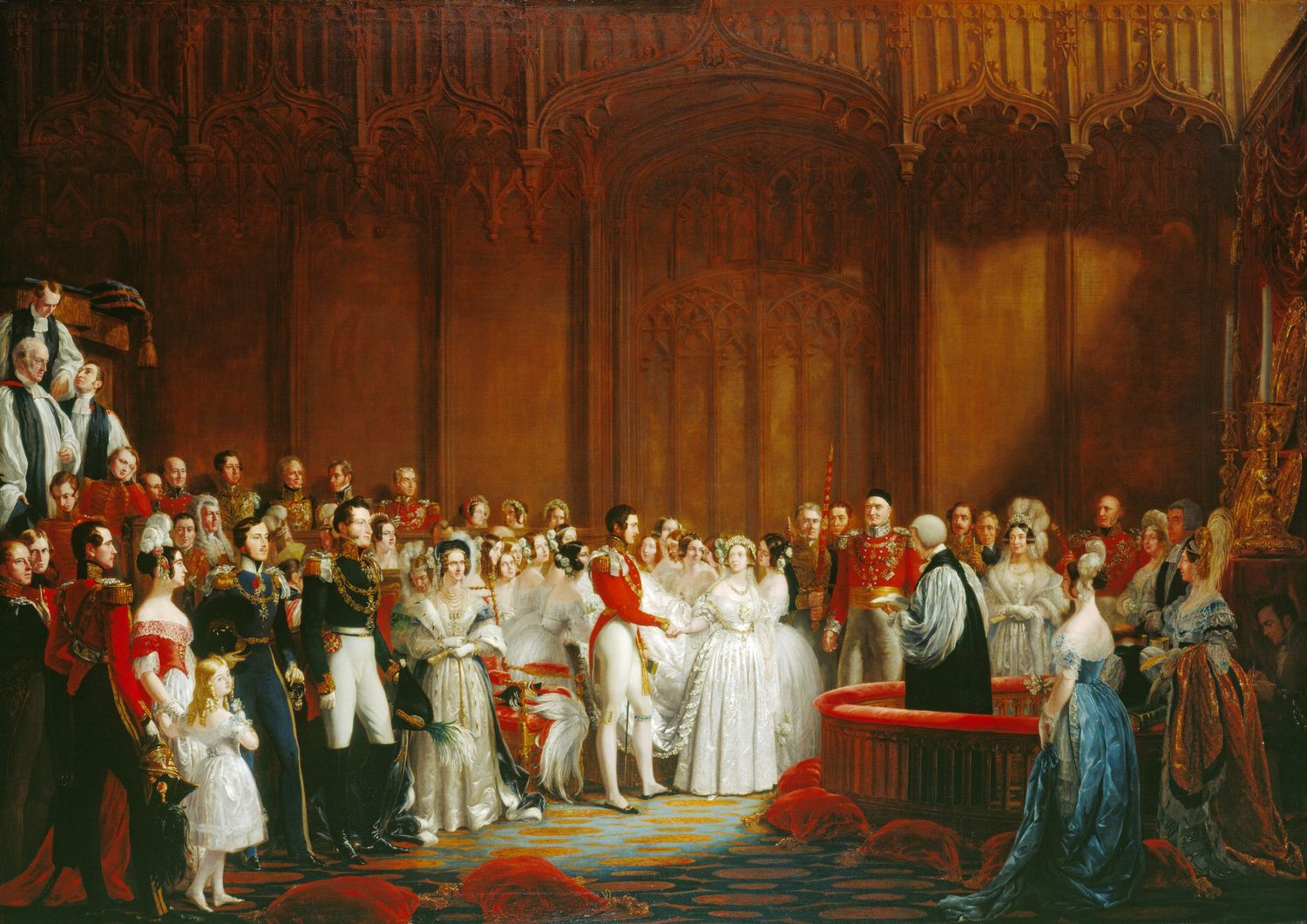
Mariage de Victoria et d'Albert, peinture de George Hayter.

Victoria continua de faire l'éloge d'Albert après sa seconde visite en octobre 1839. Albert et Victoria ressentaient de l'attrait l'un pour l'autre, et la reine le demanda en mariage le 15 octobre 1839, juste cinq jours après qu'il fut arrivé à Windsor. Ils se marièrent le 10 février 1840 dans la Chapel Royal du palais Saint James à Londres. Bien que follement éprise d'Albert, elle passa la nuit après son mariage alitée avec une migraine, mais la décrivit avec extase dans son journal :

« JAMAIS, JAMAIS, je n'oublierai une telle soirée !!! MON TRÈS TRÈS CHER Albert… sa passion et son affection excessives m'ont offert des sensations d'amour et de bonheur divins que je n'aurais jamais espéré ressentir auparavant ! Il m'a serrée dans ses bras et nous nous sommes embrassés encore et encore ! Sa beauté, sa douceur et sa gentillesse ; vraiment comment pourrais-je jamais être reconnaissante d'avoir un tel mari ! […] d'être appelée par des noms de tendresse que je n'avais encore jamais entendus auparavant ; le bonheur était incroyable ! Oh ! Ce fut le plus beau jour de ma vie ! »

Si le prince était le meilleur des maris, il devint également un influent conseiller politique de la reine et succéda à Lord Melbourne comme figure dominante de la première moitié de sa vie. La mère de Victoria est expulsée du palais vers Ingestre House à Belgrave Square. Après la mort de la princesse Augusta-Sophie en 1840, la mère de Victoria reçut les résidences de Clarence et de Frogmore. Grâce à la médiation d'Albert, les relations entre mère et fille s'améliorèrent progressivement.

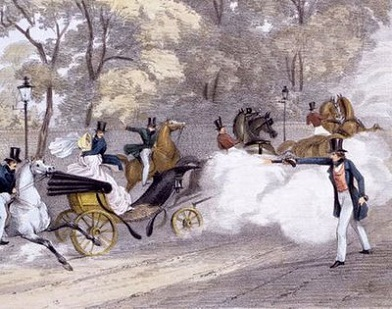
Lithographie contemporaine de la tentative d'assassinat de Victoria par Edward Oxford en 1840.

Durant la première grossesse de Victoria en 1840, Edward Oxford, âgé de 18 ans, tente d'assassiner la reine alors qu'elle se trouvait dans une calèche avec le prince Albert lors d'un déplacement pour rendre visite à sa mère. Oxford tire deux fois, mais les deux balles manquent leur cible ou, comme il l'avança par la suite, les pistolets ne fonctionnent pas. Il est jugé pour haute trahison et reconnu coupable, mais est acquitté pour raisons mentales ; il est cependant interné pendant une trentaine d'années. La popularité de Victoria augmenta fortement après l'agression et cela apaise le mécontentement résiduel au sujet de l'affaire Hastings et de la crise de la chambre à coucher. Sa fille, également appelée Victoria, naît le 21 novembre 1840. La reine détestait être enceinte, considérait l'allaitement avec dégoût et pensait que les nouveau-nés étaient laids. Albert et elle eurent néanmoins huit autres enfants.
Le foyer de Victoria était largement géré par son ancienne gouvernante, la baronne Louise Lehzen, originaire du Hanovre. Lehzen avait eu une profonde influence sur Victoria et l'avait défendue contre le « système de Kensington ». Albert considérait cependant que Lehzen était incompétente et que sa mauvaise gestion menaçait la santé de sa fille. Après une violente dispute entre Victoria et Albert à ce sujet, Lehzen fut limogée, ce qui mit un terme à sa relation étroite avec Victoria.

#### Tentatives d'assassinat successives

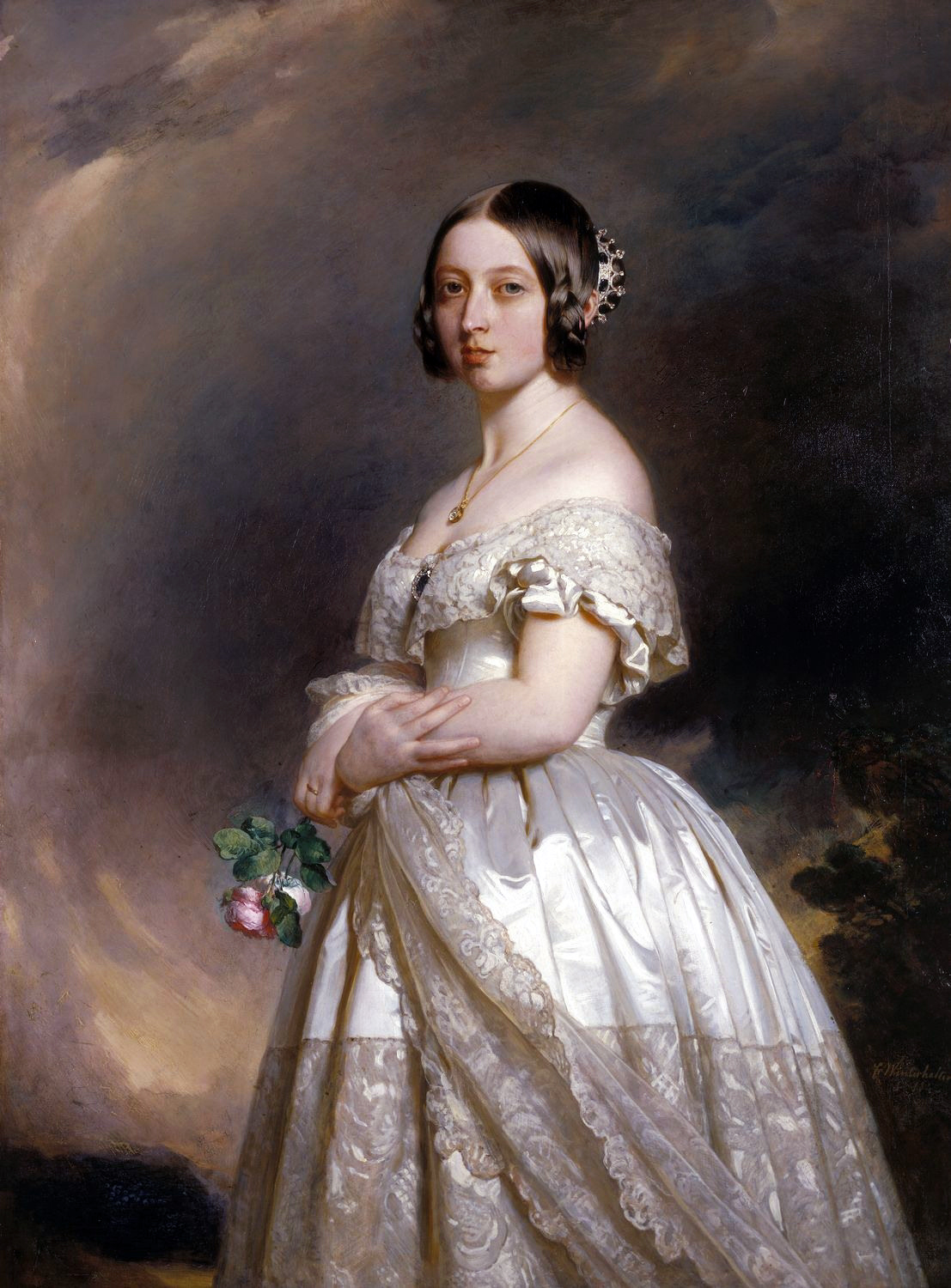
La reine Victoria en 1842, peinture de Franz Xaver Winterhalter.

Le 28 mai 1842, Victoria descend The Mall dans une calèche quand John Francis tente de lui tirer dessus, mais le pistolet ne fonctionne pas ; il parvient à s'échapper. Le lendemain, Victoria emprunte le même trajet plus rapidement et avec une plus grande escorte avec l'objectif délibéré de pousser Francis à attaquer à nouveau afin de le capturer. Comme prévu, Francis tire sur la calèche, mais il est arrêté par des policiers en civil et est condamné pour haute trahison. Le 3 juillet, deux jours après que la condamnation à mort de Francis a été commuée en déportation à vie, John William Bean tente également de tirer sur la reine, mais son pistolet n'avait pas la puissance espérée. Edward Oxford considère que ces tentatives étaient encouragées par son acquittement en 1840. Bean est condamné à 18 mois de prison. À nouveau en 1849, un chômeur irlandais, William Hamilton, tire sur la calèche de la reine alors qu'elle passe dans Constitution Hill. En 1850, la reine est blessée par un ancien policier peut-être dément, Robert Pate. Alors que Victoria se trouve dans une calèche, Pate la frappe avec une canne, écrase son chapeau et la blesse au front. Hamilton et Pate sont tous deux condamnés à sept ans de déportation.

### Les années d'or du règne (1840-1861)

#### Crise sociale agricole (1841-1846)
Le soutien à Lord Melbourne au sein de la Chambre des communes s'affaiblit dans les premières années du règne de Victoria et les whigs furent battus lors des élections générales de 1841. Peel devint Premier ministre et les dames de la chambre à coucher les plus associées avec les whigs furent remplacées.

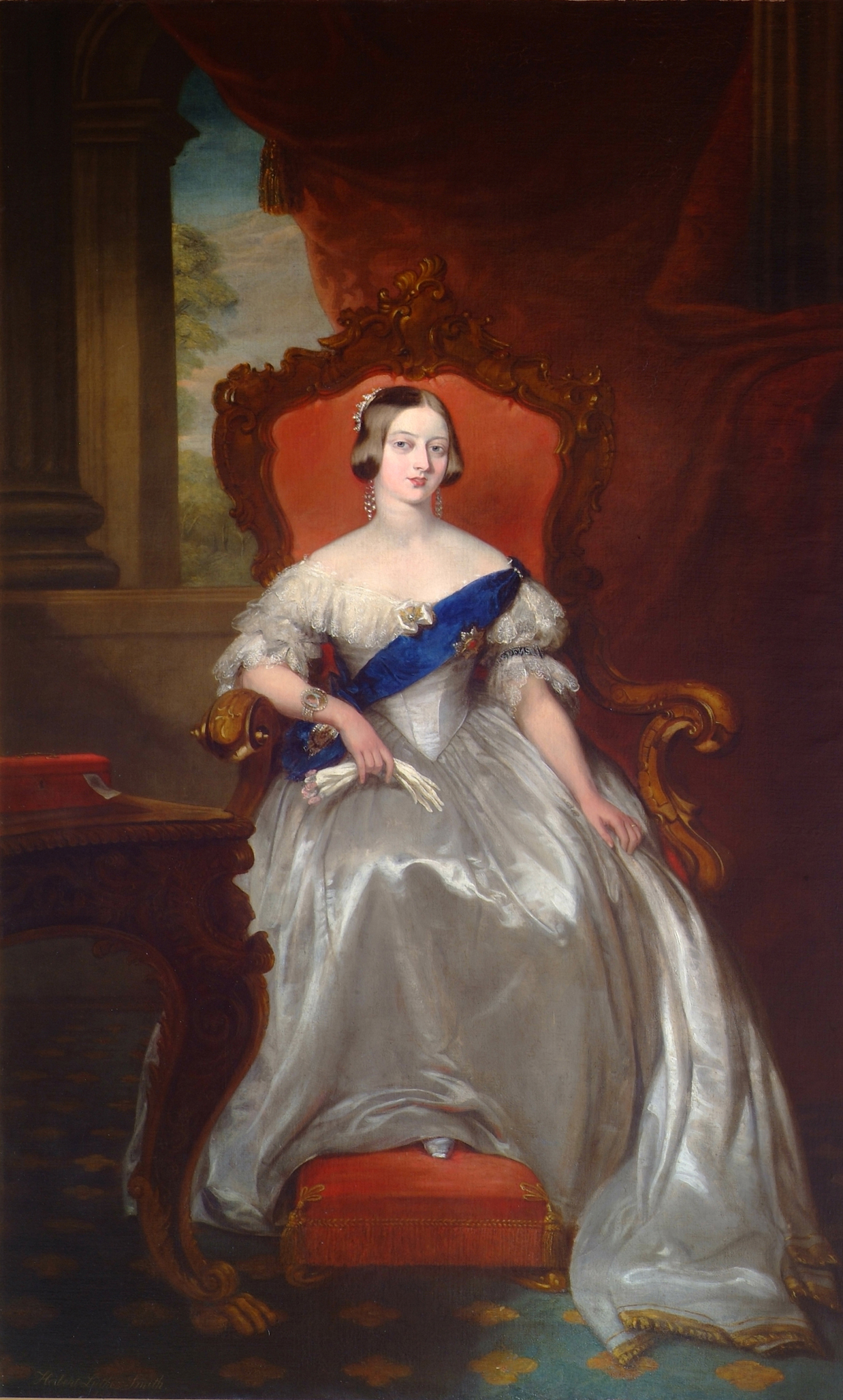
Un portrait de la reine Victoria peint par Herbert Luther Smith en 1848.

En 1845, l'agriculture irlandaise est touchée par le mildiou de la pomme de terre. Dans les quatre années qui suivent, un million d'Irlandais meurent de faim et un million d'autres émigrent dans ce qui est appelé la Grande famine. En Irlande, Victoria est surnommée The Famine Queen (« la reine famine »,). Elle donne personnellement 2 000 £ (162 000 £ de 2011) pour lutter contre la famine, plus que tout autre donateur individuel et soutient également une aide à un séminaire catholique en Irlande malgré l'opposition des protestants. L'histoire selon laquelle elle n'aurait donné que 5 £ d'aide aux Irlandais et qu'elle aurait donné le même jour une somme similaire à l'organisation de protection des animaux, Battersea Dogs Home, est un mythe créé vers la fin du XIXe siècle. Ses conseillers et elle ont cependant refusé que le sultan ottoman Abdülmecit Ier n'envoie 10 000 £, car il ne fallait pas qu'un don supérieur au sien soit réalisé. Le sultan n'a donc envoyé que 1 000 £, mais également trois navires transportant nourriture, médicaments et autres nécessités urgentes en Irlande, qui ont évité la marine britannique car celle-ci aurait intercepté les marchandises.[réf. nécessaire]
En 1846, le gouvernement de Peel affronta une crise liée à l'abolition des Corn Laws. De nombreux tories, alors appelés conservateurs, étaient opposés au rejet, mais Peel, certains tories (les « Peelites »), la plupart des whigs et Victoria y étaient favorables. Peel démissionna en 1846 après que l'abolition eut été votée de justesse et il fut remplacé par Lord Russell.

#### Rapprochement avec la France (1849-1851)

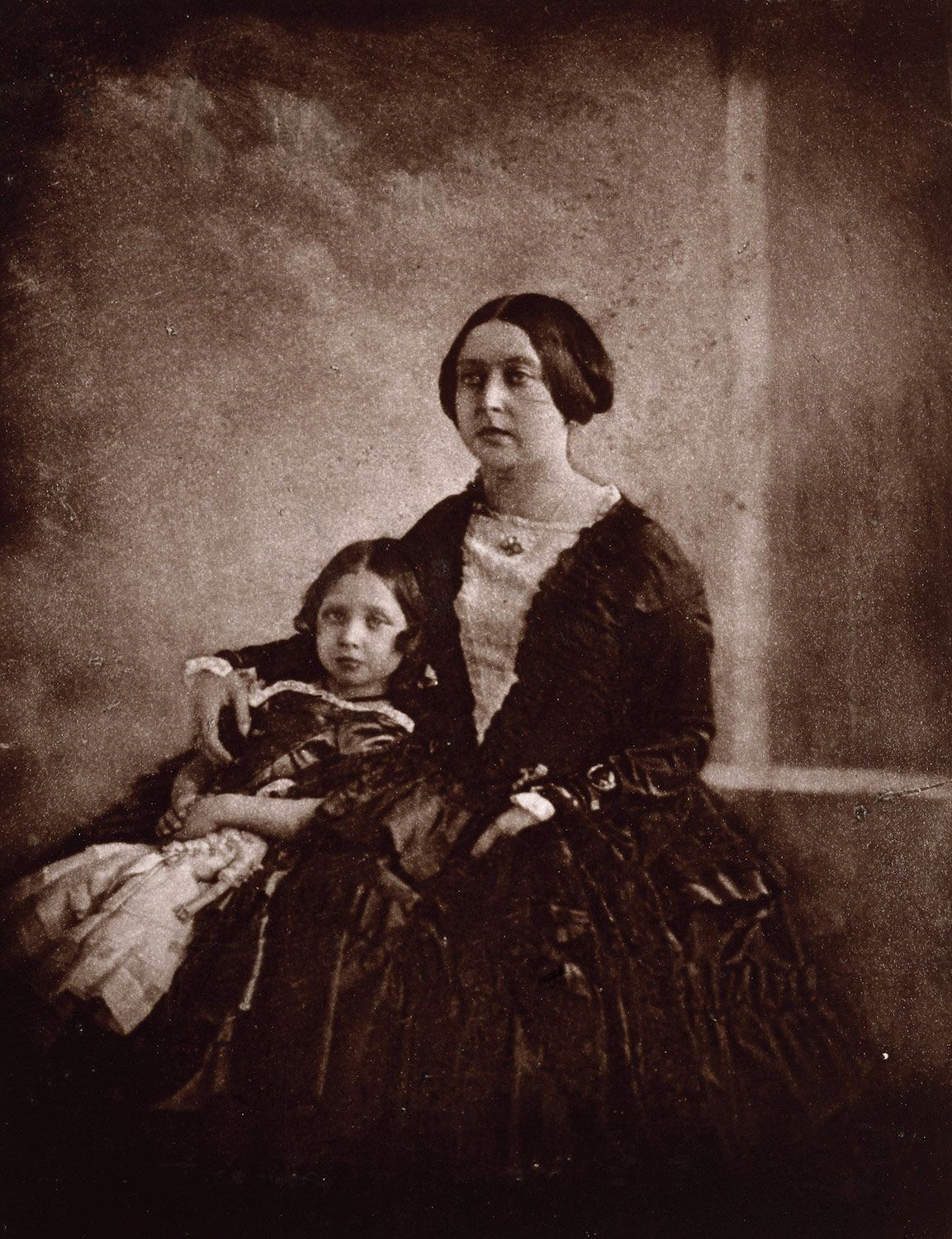
La plus ancienne photographie connue de Victoria, ici avec sa fille aînée vers 1844.

Au niveau international, Victoria s'intéresse particulièrement à l'amélioration des relations entre la Grande-Bretagne et la France. Elle réalise et accueille plusieurs rencontres entre la famille royale britannique et la maison d'Orléans qui étaient liées par mariage via les Cobourg.

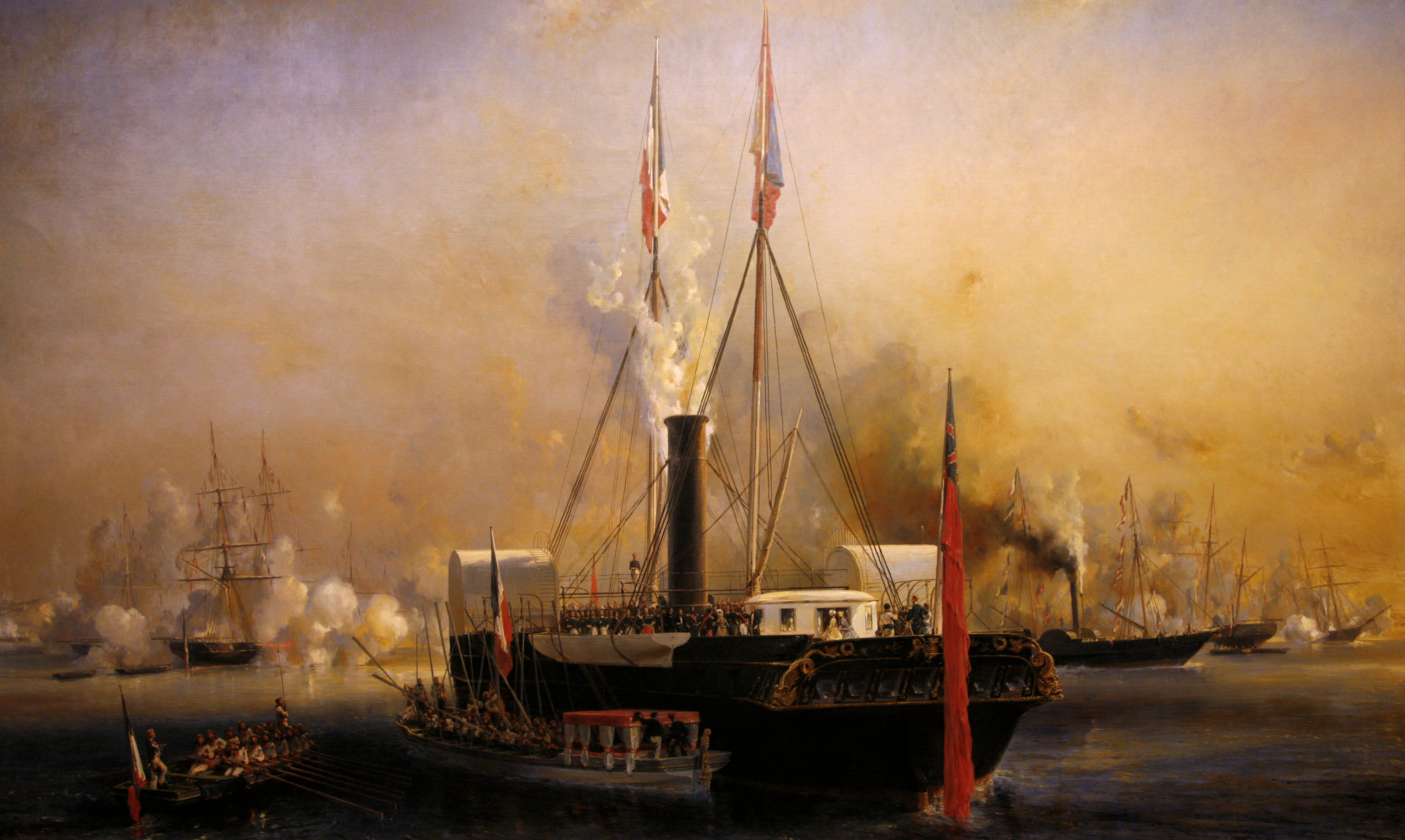
Visite de la Reine Victoria au Tréport, 2 septembre 1843,
Eugène Isabey, 1844,
Paris, musée national de la Marine.

En 1843 et 1845, Albert et elle rejoignent le roi Louis-Philippe Ier au château d'Eu en Normandie ; elle est ainsi le premier souverain britannique ou anglais à rencontrer son homologue français depuis Henri VIII et François Ier au camp du Drap d'Or en 1520. 
Lorsque Louis-Philippe Ier réalise le voyage inverse en 1844, il devient le premier roi français à se rendre en Grande-Bretagne. Louis-Philippe Ier fut déposé lors de la révolution française de 1848 et partit en exil en Angleterre. Alors que les soulèvements se propageaient à toute l'Europe, Victoria et sa famille quittèrent Londres en avril 1848 pour la plus grande sécurité d'Osborne House, une résidence privée sur l'île de Wight qu'elle a achetée en 1845. Les manifestations des chartistes et des nationalistes irlandais ne se transforment pas en soulèvements et la crainte d'une révolution s'éloigne. La visite de Victoria en Irlande en 1849 est un succès en termes de relations publiques, mais elle n'eut pas d'impact sur la croissance du nationalisme irlandais.
Le gouvernement de Lord Russell, bien que dominé par les whigs, n'est pas apprécié par la reine. Elle déteste particulièrement le secrétaire d'État des Affaires étrangères, Lord Palmerston, qui agissait souvent sans consulter le Cabinet, le Premier ministre ou la reine. Victoria se plaint à Russell que Palmerston ait envoyé des dépêches officielles à des chefs d'État étrangers sans l'informer, mais Palmerston reste en poste et continue d'agir de sa propre initiative malgré les remontrances répétées. Ce n'est qu'en 1851 que Palmerston est limogé après avoir annoncé que le gouvernement britannique approuvait le coup d'État de Louis-Napoléon Bonaparte en France sans avoir consulté le Premier ministre. L'année suivante, le président Bonaparte devient l'empereur Napoléon III, et le gouvernement de Russell est remplacé par un gouvernement minoritaire mené par Lord Derby.

#### Relations internationales
En 1853, Victoria donne naissance à son huitième enfant, Léopold, avec l'aide d'un nouvel anesthésiant, le chloroforme. Victoria est tellement impressionnée par son efficacité qu'elle l'utilise à nouveau en 1857 pour la naissance de son neuvième et dernier enfant, Béatrice, malgré l'opposition du clergé qui considérait que cela s'opposait aux commandements bibliques (Genèse 3,16) et des médecins qui le considéraient comme dangereux. Victoria a peut-être été victime de dépression post-partum après ses nombreuses grossesses. Dans ses lettres à Albert, Victoria se plaint parfois de sa perte de sang-froid. Un mois après la naissance de Léopold, Albert écrit une lettre à Victoria pour se plaindre de son « hystérie continue » au sujet de « misérables broutilles ».
Au début de l'année 1855, le gouvernement de Lord Aberdeen, qui a remplacé Derby en décembre 1852, démissionne du fait des critiques concernant la mauvaise gestion de la guerre de Crimée. Victoria approche Derby et Russell pour qu'ils forment un gouvernement, mais aucun n'a suffisamment de soutiens et elle est obligée de nommer Palmerston au poste de Premier ministre.

#### Visite de Napoléon III à Londres (1855)
Napoléon III, l'allié le plus proche du Royaume-Uni depuis la guerre de Crimée, se rend à Londres en avril 1855 et Victoria et Albert font le trajet inverse du 17 au 28 août de la même année. L'empereur français accueille le couple à Dunkerque et les accompagne à Paris où ils visitèrent l'exposition universelle, une réponse à l'exposition londonienne de 1851 imaginée par Albert, et la tombe de Napoléon Ier aux Invalides, dont les cendres avaient été rapatriées en 1840. Ils sont également les invités d'honneur à un bal de 1 200 invités au château de Versailles.

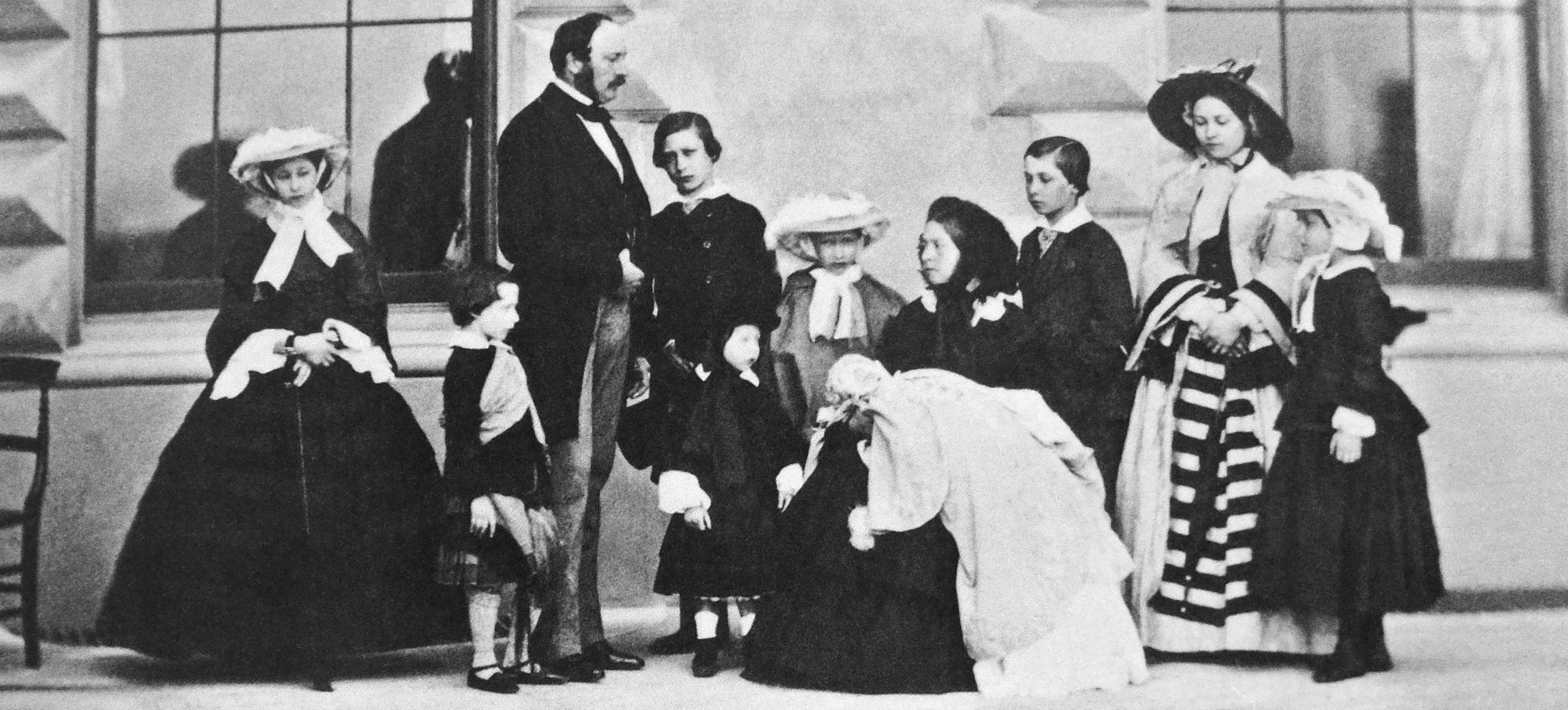
Le prince Albert, la reine Victoria et leurs neuf enfants en 1857. De gauche à droite : Alice, Arthur, le prince consort, Edward, Leopold, Louise, la reine Victoria avec Beatrice, Alfred, Victoria et Helena.

Le 14 janvier 1858, un Italien réfugié en Grande-Bretagne appelé Felice Orsini tente d'assassiner Napoléon III avec une bombe fabriquée au Royaume-Uni. La crise diplomatique qui suivit déstabilisa le gouvernement : Palmerston démissionna et Derby redevint Premier ministre. Victoria et Albert assistent à l'inauguration d'une nouvelle cale sèche dans le port militaire français de Cherbourg le 5 août 1858. À son retour, Victoria réprimande Derby pour le mauvais état de la Royal Navy par rapport à la marine française. Le gouvernement de Derby ne survit pas longtemps et Victoria rappelle Palmerston en juin 1859.

#### Rapprochement avec la Prusse (1858)
Le 25 janvier 1858, la fille aînée de Victoria épouse le prince Frédéric-Guillaume de Prusse à Londres. Ils étaient fiancés depuis septembre 1855 alors que la princesse (Victoria) n'avait que 14 ans et le mariage est repoussé par la reine et le prince Albert jusqu'à ce que la mariée eût 17 ans. Victoria et Albert espéraient que leur fille et leur gendre auraient une influence libérale sur la Prusse en pleine ascension. Victoria voit partir sa fille pour l'Allemagne « la mort dans l'âme » ; elle lui écrit dans l'une de ses nombreuses lettres, « cela me fait vraiment frissonner quand je regarde vos sœurs douces, joyeuses et inconscientes et que je pense que je devrais les abandonner également, une par une ». Presque un an plus tard, la princesse Victoria donne naissance à Guillaume, le premier petit-enfant de la reine qui n'a que 39 ans.

### Veuvage et retrait de la vie publique (1861-1887)

#### Décès de sa mère

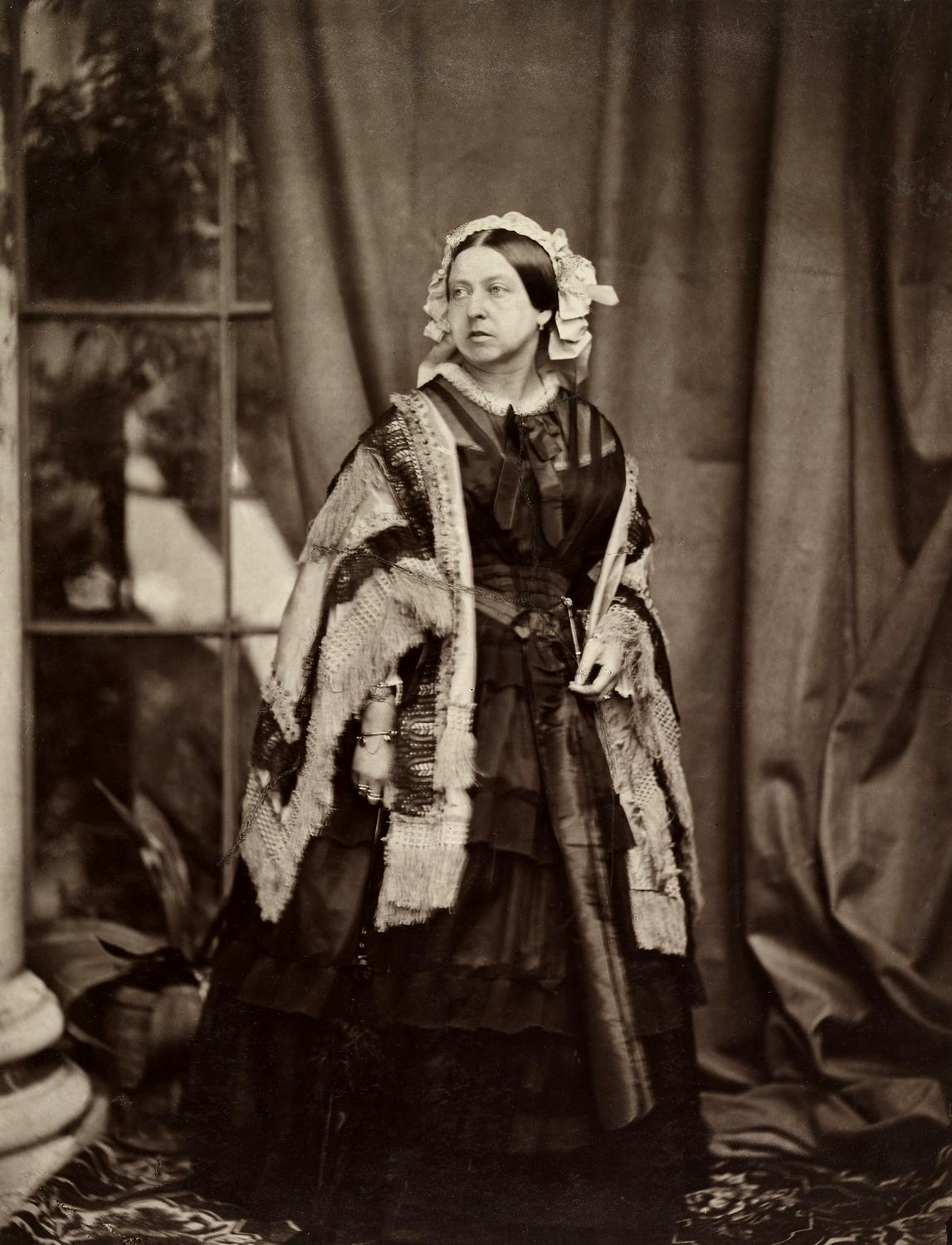
La reine Victoria en 1860.

En mars 1861, la mère de Victoria meurt avec sa fille à ses côtés. En lisant les documents de sa mère, Victoria découvre que sa mère l'aimait profondément ; elle a le cœur brisé et blâme Conroy et la baronne Lehzen pour l'avoir « diaboliquement » éloignée de sa mère. Pour soulager son épouse pendant cette période de deuil, Albert assume une grande partie de ses fonctions bien qu'il souffre de problèmes digestifs chroniques. En août, Victoria et Albert rendent visite à leur fils, le prince de Galles, qui assiste à des manœuvres militaires près de Dublin et passent quelques jours à Killarney. En novembre, les rumeurs selon lesquelles son fils aurait eu une relation avec une actrice en Irlande arrivent aux oreilles d'Albert qui, choqué, se rend à Cambridge où Edward étudiait pour le réprimander.

#### Mort du prince Albert
Au début du mois de décembre, Albert tombe gravement malade. William Jenner diagnostique une fièvre typhoïde et le prince meurt le 14 décembre 1861 ; Victoria est anéantie. Elle attribue la responsabilité de sa mort à la frivolité du prince de Galles, affirmant qu'Albert avait été « tué par cette affreuse affaire ». Elle reste en deuil et porte des vêtements noirs jusqu'à la fin de sa vie. Elle évite les apparitions publiques et se rend rarement à Londres dans les années qui suivent. Son retrait dans le château de Windsor lui valut le surnom de « veuve de Windsor ».
Cet isolement volontaire diminue la popularité de la monarchie et encourage le mouvement républicain. La reine continue d'assumer ses fonctions gouvernementales, mais choisit de rester confinée dans ses résidences royales de Windsor, de Balmoral et d'Osborne. En mars 1864, un manifestant placarde une affiche sur les grilles du palais de Buckingham annonçant que « ces imposants bâtiments étaient à vendre en raison du déclin des affaires de l'ancien propriétaire ». Son oncle Léopold lui écrivit pour lui conseiller d'apparaître en public. Elle accepte de visiter les jardins de la Royal Horticultural Society à Kensington et de traverser Londres dans une calèche ouverte.

#### Rapprochement avec John Brown

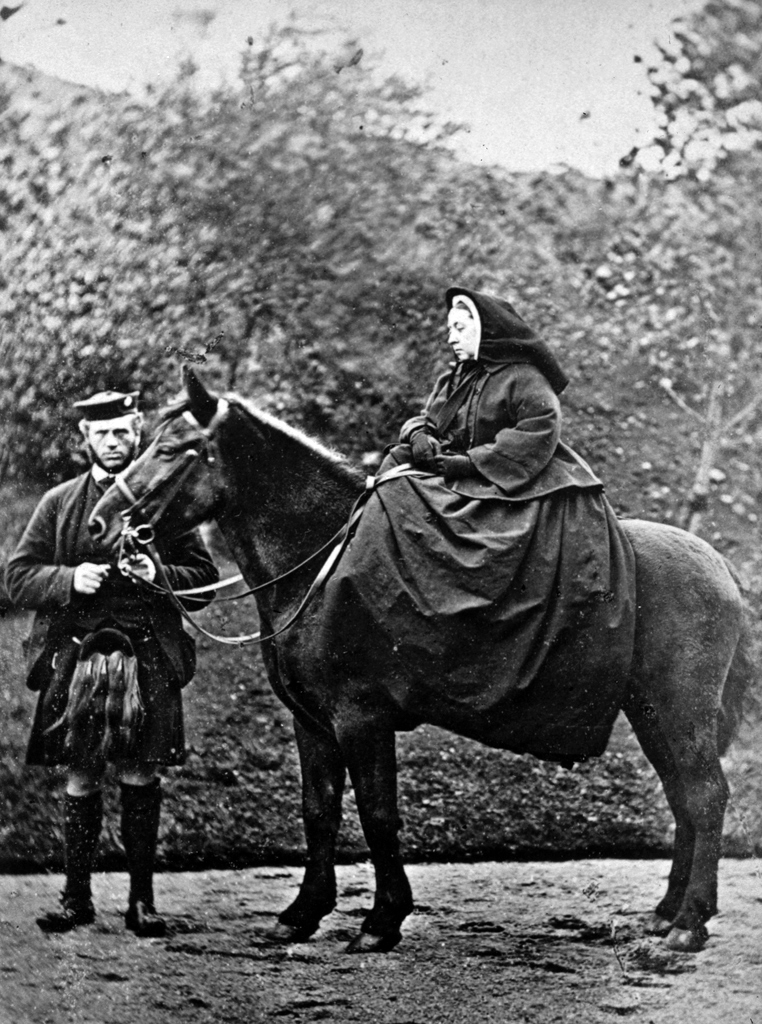
Victoria et John Brown à Balmoral en 1863, photographie de G. W. Wilson.

Durant les années 1860, Victoria se repose de plus en plus sur un domestique écossais, John Brown. Des rumeurs calomnieuses d'une relation romantique et même d'un mariage secret commencent à être imprimées dans la presse et la reine est même affublée du sobriquet de « Mme Brown ». Une peinture d'Edwin Landseer représentant la reine avec Brown est exposée à la Royal Academy et Victoria elle-même publie avec grand succès un livre, Leaves from the Journal of Our Life in the Highlands, où elle fait un vibrant éloge de son homme de confiance. L'histoire de leur relation fait l'objet du film La Dame de Windsor de 1997.
Lord Palmerston meurt en 1865 et après un bref gouvernement mené par Russell, Derby revient au pouvoir. En 1866, Victoria assiste à la cérémonie d'ouverture du Parlement pour la première fois depuis la mort d'Albert. L'année suivante, elle soutient le passage du Reform Act de 1867 qui double le nombre d'hommes ayant accès au suffrage même si elle n'était pas favorable au droit de vote des femmes. Derby démissionne en 1868 et est remplacé par Benjamin Disraeli qui charme Victoria. Il déclare : « Tout le monde aime la flatterie et, quand il s'agit de princes, il faut l'étendre avec une truelle ». Le gouvernement de Disraeli ne dure que quelques mois et à la fin de l'année, son rival libéral William Ewart Gladstone est nommé Premier ministre. Victoria considérait que la personnalité de Gladstone était bien moins attrayante ; elle aurait ainsi dit qu'il lui parlait comme si « elle était une réunion publique plutôt qu'une femme ».

#### Montée du républicanisme
En 1870, les idées républicaines au Royaume-Uni, alimentées par le retrait de la reine, sont renforcées par l'établissement de la Troisième République en France. Un rassemblement républicain à Trafalgar Square demande l'abdication de Victoria et les députés radicaux font des discours lui étant hostiles. En août et septembre 1871, elle tombe gravement malade et développe un abcès au bras ; Joseph Lister l'incise avec succès et désinfecta la plaie avec une pulvérisation de phénol. À la fin du mois de novembre 1871, au maximum du mouvement républicain, le prince de Galles contracte la fièvre typhoïde, la maladie qui aurait tué son père, et Victoria craint que son fils ne meure aussi. Alors que le dixième anniversaire de la mort d'Albert approche, la santé de son fils ne s'améliore pas et l'angoisse de Victoria augmente. Au grand soulagement du peuple, Edward se remet de la maladie. La mère et le fils assistent à une célébration publique à Londres et à une grand-messe d'action de grâces à la cathédrale Saint-Paul le 27 février 1872 ; le mouvement républicain est affaibli et la popularité de la monarchie remonte.
Le 28 février 1872, Arthur O'Connor, âgé de 17 ans (petit-neveu du député irlandais Feargus O'Connor), agite un pistolet non-chargé devant le cortège de Victoria à sa sortie du palais de Buckingham. Brown, qui accompagne la reine, neutralise O'Connor qui est par la suite condamné à un an de prison. La popularité de Victoria est encore renforcée par l'incident.

### Gestion de l'empire des Indes (1857-1882)

#### Dissolution de la compagnie des Indes

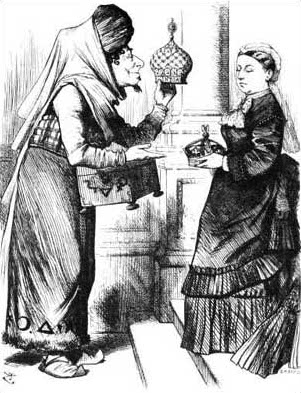
Caricature publiée dans le magazine Puck intitulée Nouvelles Couronnes pour les Anciennes représentant Disraeli en colporteur offrant à Victoria une couronne impériale en échange de sa couronne royale.

Après la révolte des cipayes de 1857 en Inde, la Compagnie anglaise des Indes orientales, qui gouvernait une grande partie de l'Inde, est dissoute et les possessions et les protectorats britanniques du sous-continent indien sont formellement incorporés dans l'Empire britannique. La reine avait une opinion assez partagée sur le soulèvement et elle condamna les atrocités perpétrées par les deux camps. Elle écrit « ses sentiments d'horreur et de regret à la suite de cette sanglante guerre civile » et elle insiste, pressée par Albert, pour qu'une proclamation officielle annonçant le transfert de pouvoir de la compagnie vers l'État « portât des sentiments de générosité, de bienveillance et de tolérance religieuse ». À sa demande, un passage menaçant de « saper les coutumes et les religions locales » est remplacé par un paragraphe garantissant la liberté religieuse.

#### Benjamin Disraeli revient au pouvoir

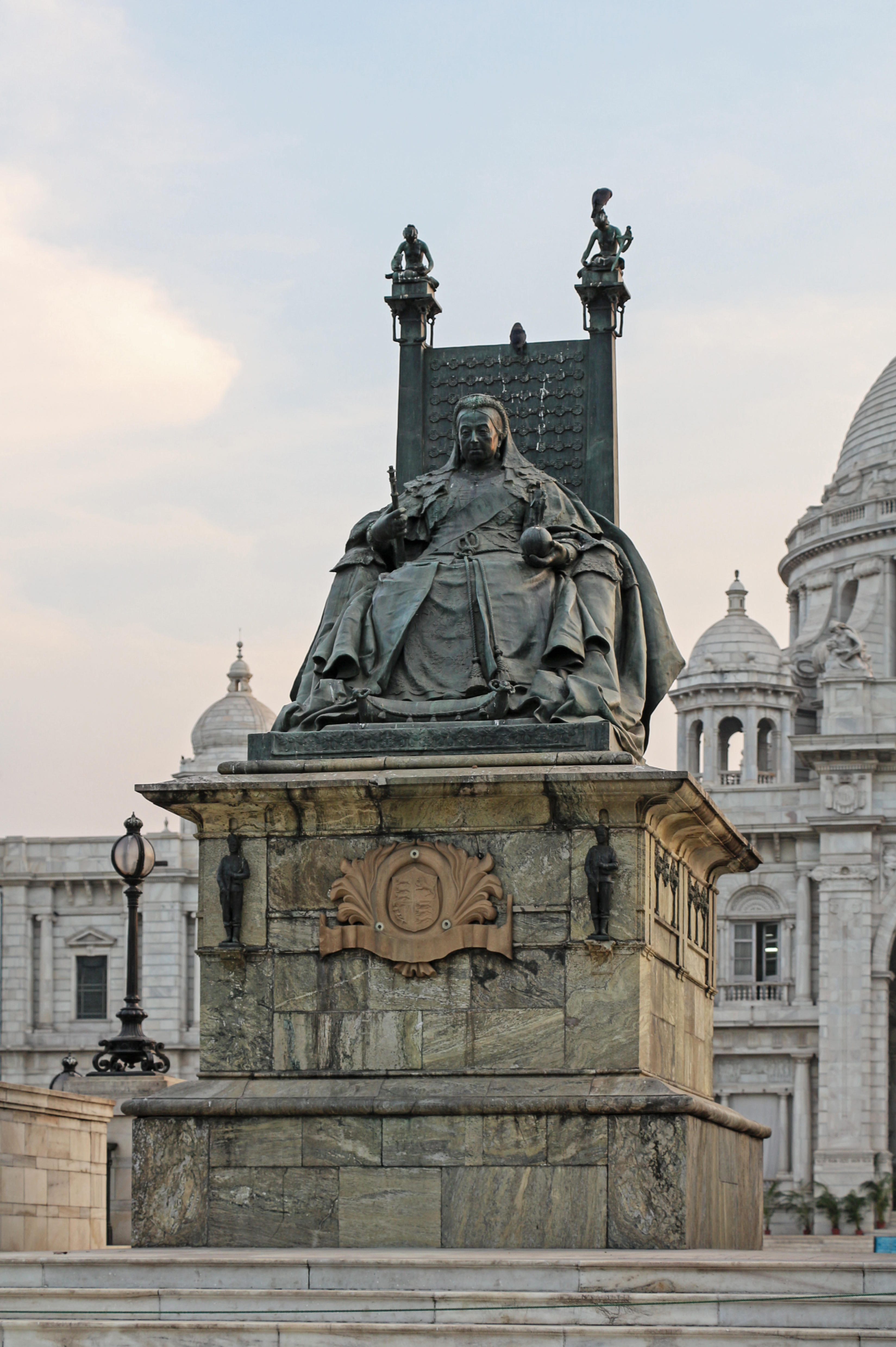
Statue de Victoria au Victoria Memorial à Calcutta.

Après l'élection générale de 1874, Disraeli redevient Premier ministre. Il présente le Public Worship Regulation Act (en) de 1874 qui supprimait les rituels catholiques de la liturgie anglicane et que Victoria soutenait fermement. Elle préférait les services religieux simples et courts et se considérait personnellement plus proche de l'Église d'Écosse presbytérienne plutôt que de l'Église d'Angleterre épiscopalienne. Disraeli pousse également le Royal Titles Act de 1876 devant le Parlement pour que Victoria prenne le titre d'« impératrice des Indes » à partir du 1er mai 1876. Ce nouveau titre fut proclamé par le darbâr de Delhi le 1er janvier 1877.
Le 14 décembre 1878, l'anniversaire de la mort d'Albert, la seconde fille de Victoria, Alice, qui avait épousé le grand-duc de Hesse Louis IV, meurt de la diphtérie à Darmstadt. Victoria nota que la coïncidence des dates était « presque incroyable et des plus mystérieuses ». En mai 1879, elle devient arrière-grand-mère à l'occasion de la naissance de la princesse Théodora de Saxe-Meiningen et fête son « pauvre et triste 60e anniversaire ». Elle se sentit « vieillie » par la « perte de [son] enfant chéri ».

#### Chute de Disraeli en 1880
Entre avril 1877 et février 1878, Victoria menace à cinq reprises d'abdiquer pour faire pression sur Disraeli afin qu'il agisse contre la Russie lors de la guerre russo-turque, mais ses menaces n'ont pas d'effets sur les événements ou sur leur conclusion avec le traité de Berlin. La politique étrangère expansionniste de Disraeli, soutenue par Victoria, entraîne des conflits comme la guerre anglo-zouloue et la Seconde guerre anglo-afghane. Elle écrit « si nous voulons maintenir notre position de puissance de premier rang, nous devons… être préparés à des attaques et des guerres, quelque part ou ailleurs, CONTINUELLEMENT ». Victoria voyait l'expansion de l'Empire britannique comme une manière civilisatrice et bénigne de protéger les peuples indigènes contre des puissances plus agressives, ou des dirigeants cruels : « il n'est pas dans nos habitudes d'annexer des pays à moins que nous n'y soyons obligés et forcés ». Au désarroi de Victoria, Disraeli perd les élections générales de 1880 et Gladstone redevient Premier ministre. Lorsque Disraeli meurt l'année suivante, elle était aveuglée par « les larmes coulant rapidement ».

### Les dernières années du règne (1882-1897)

#### Tentative d'assassinat (1882)

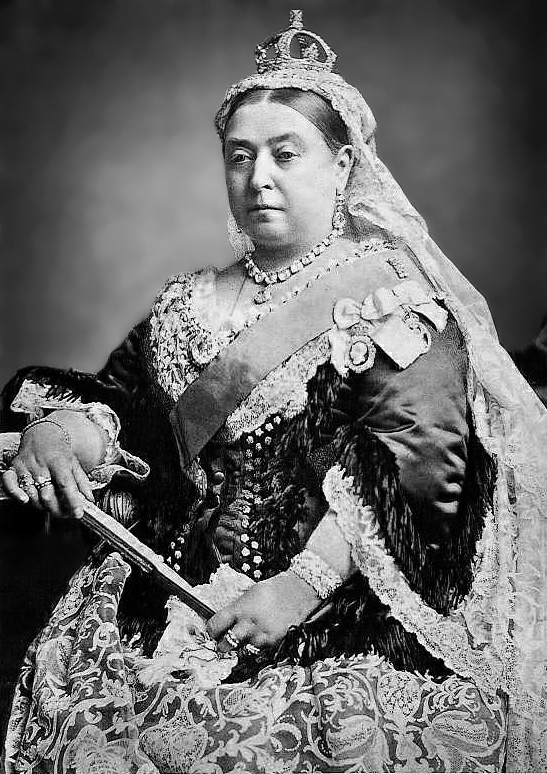
La reine Victoria, 1882.

Le 2 mars 1882, Roderick McLean, un poète apparemment offensé par le refus de Victoria d'accepter l'un de ses poèmes, tire sur la calèche de la reine alors qu'elle quitte la gare de Windsor. Deux élèves de l'Eton College le frappent avec leurs parapluies jusqu'à ce qu'il soit neutralisé par un policier. Victoria est outrée lorsqu'il échappe à la condamnation pour raisons mentales ; elle est cependant ravie par les nombreuses expressions de loyauté qu'elle reçoit après l'agression et déclare que « cela valait la peine de se faire tirer dessus pour voir à quel point l'on est aimée ». C'est la huitième tentative d'assassinat sur la personne de la Reine.

#### Problèmes de santé (1883-1885)

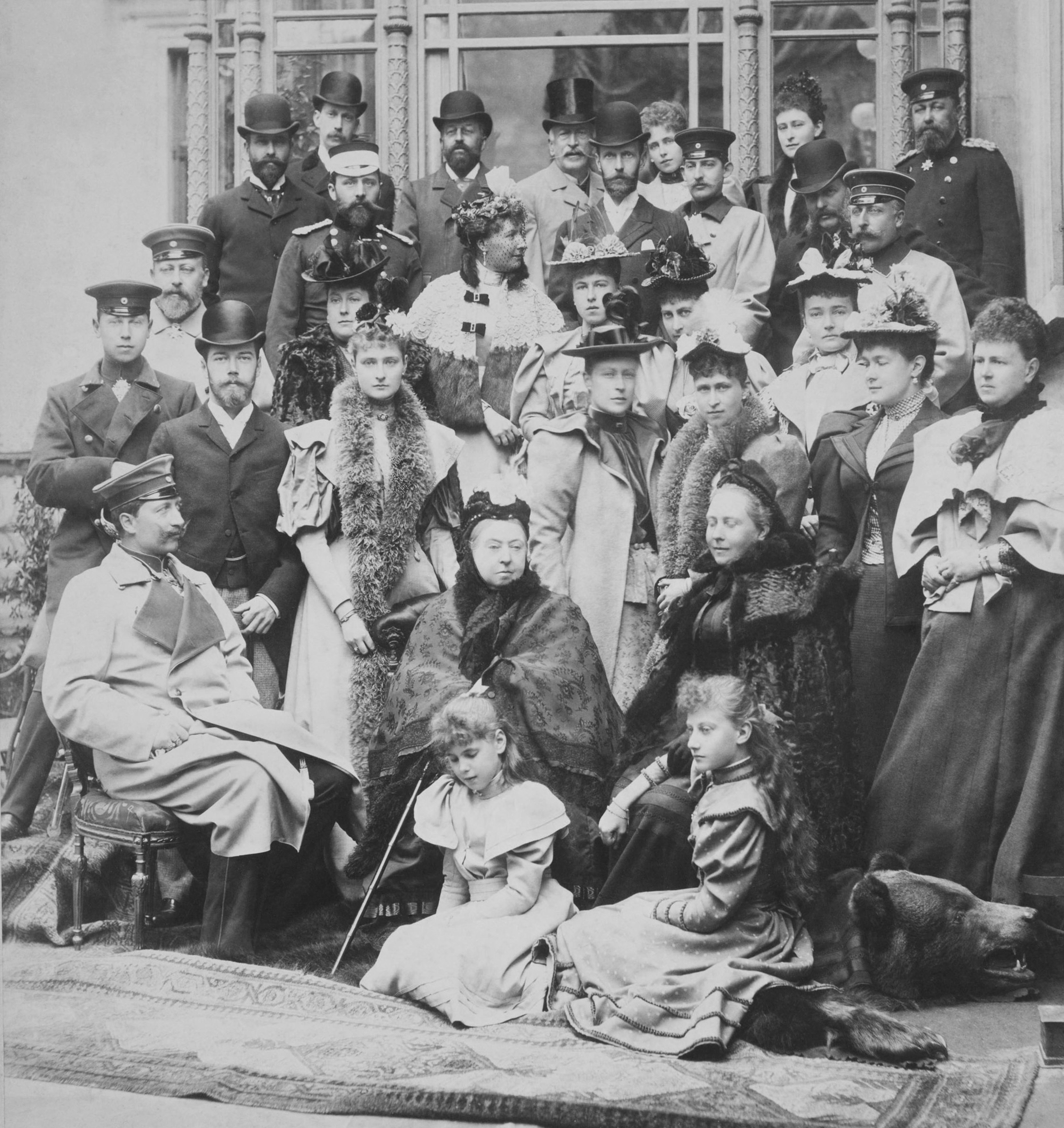
La reine Victoria avec sa famille élargie (comprenant le futur empereur Nicolas II et l'empereur Guillaume II, à gauche) en Cobourg, 1894.

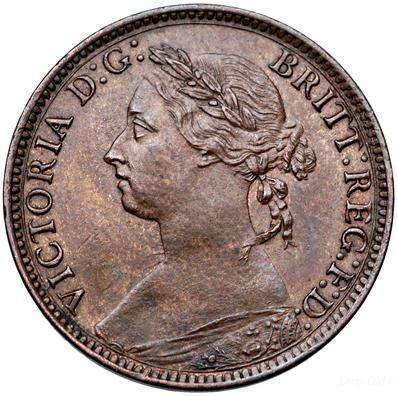
Farthing victorien de 1885.

Le 17 mars 1883 elle tombe dans les escaliers à Windsor et elle boite jusqu'au mois de juillet ; elle ne récupère jamais complètement et commence à souffrir de rhumatismes. John Brown meurt dix jours après l'accident et à la consternation de son secrétaire privé, Henry Ponsonby, Victoria commence à rédiger une biographie eulogique de son ancien domestique. Ponsonby et Randall Davidson, le doyen de Windsor, qui ont lu les brouillons, conseillent à Victoria de ne pas les publier car cela alimenterait les rumeurs d'une relation amoureuse ; le manuscrit est détruit. Au début de l'année 1884, Victoria publie More Leaves from a Journal of a Life in the Highlands, une suite de son précédent livre dédiée à son « assistant personnel dévoué et ami fidèle John Brown ». Un an exactement après la mort de Brown, Victoria est informée par télégramme que son plus jeune fils, Léopold, est mort à Cannes. Elle se lamente sur la perte du « plus cher de mes chers fils ». Le mois suivant, son plus jeune enfant, Beatrice, rencontre le prince Henri de Battenberg dont elle tombe amoureuse lors du mariage de la petite-fille de Victoria, la princesse Victoria de Hesse-Darmstadt, avec le frère d'Henri, le prince Louis Alexandre de Battenberg. Béatrice et Henri planifient un mariage, mais Victoria commence par s'opposer à l'union car elle souhaite que sa fille reste avec elle en tant que suivante. Elle est finalement convaincue par la promesse du futur couple de rester avec elle.

#### Démission de Gladstone (1885)
Victoria est ravie quand Gladstone démissionne en 1885 après le rejet de son budget. Elle considère que son gouvernement était le « pire que j'aie jamais eu » et lui fait porter la responsabilité de la mort du général Gordon à Khartoum. Gladstone est remplacé par Lord Salisbury. Son gouvernement ne se maintient cependant que pendant quelques mois et Victoria est obligée de rappeler Gladstone qu'elle qualifiait « d'à moitié fou et un vieil homme en de nombreux points ridicule ». Gladstone tente de faire voter une loi garantissant une plus grande autonomie à l'Irlande, mais à la jubilation de Victoria, elle est rejetée. Après l'élection générale de 1886, les libéraux de Gladstone sont battus par les conservateurs de Salisbury qui forment à nouveau un gouvernement.

#### Célébration du jubilé d'or (1887)

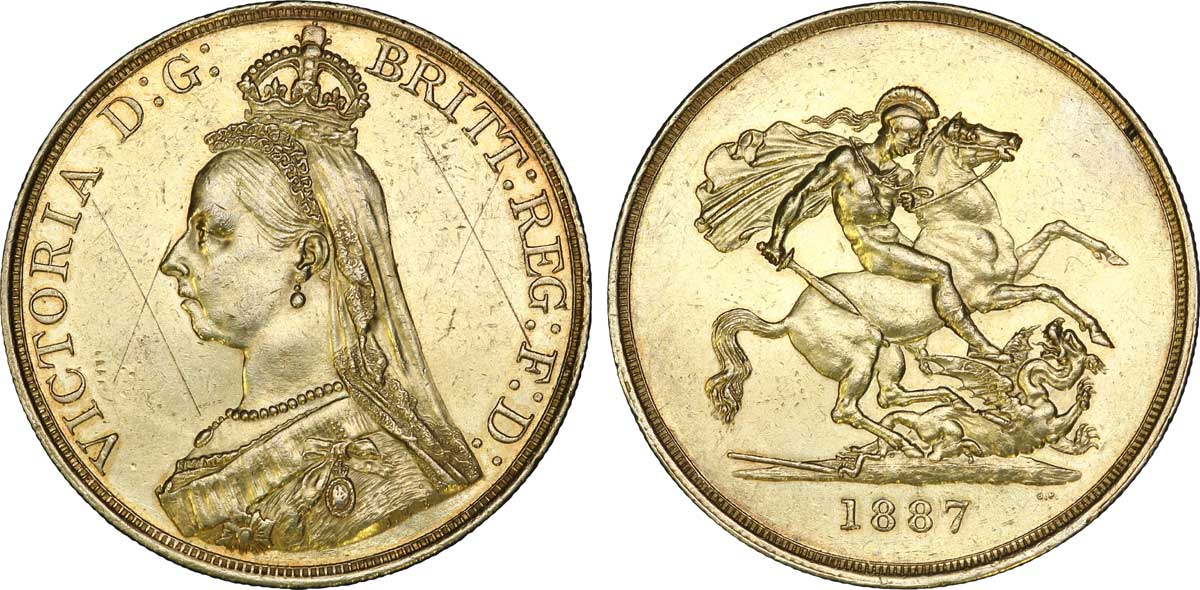
5 livres à l'effigie de la reine Victoria commémorant le Jubilée du monarque, 1887. Description avers : buste couronné de Victoria à gauche avec une robe d'apparat. Description revers : saint Georges à cheval bondissant à droite, casqué, nu, le manteau flottant sur l'épaule, terrassant le dragon.

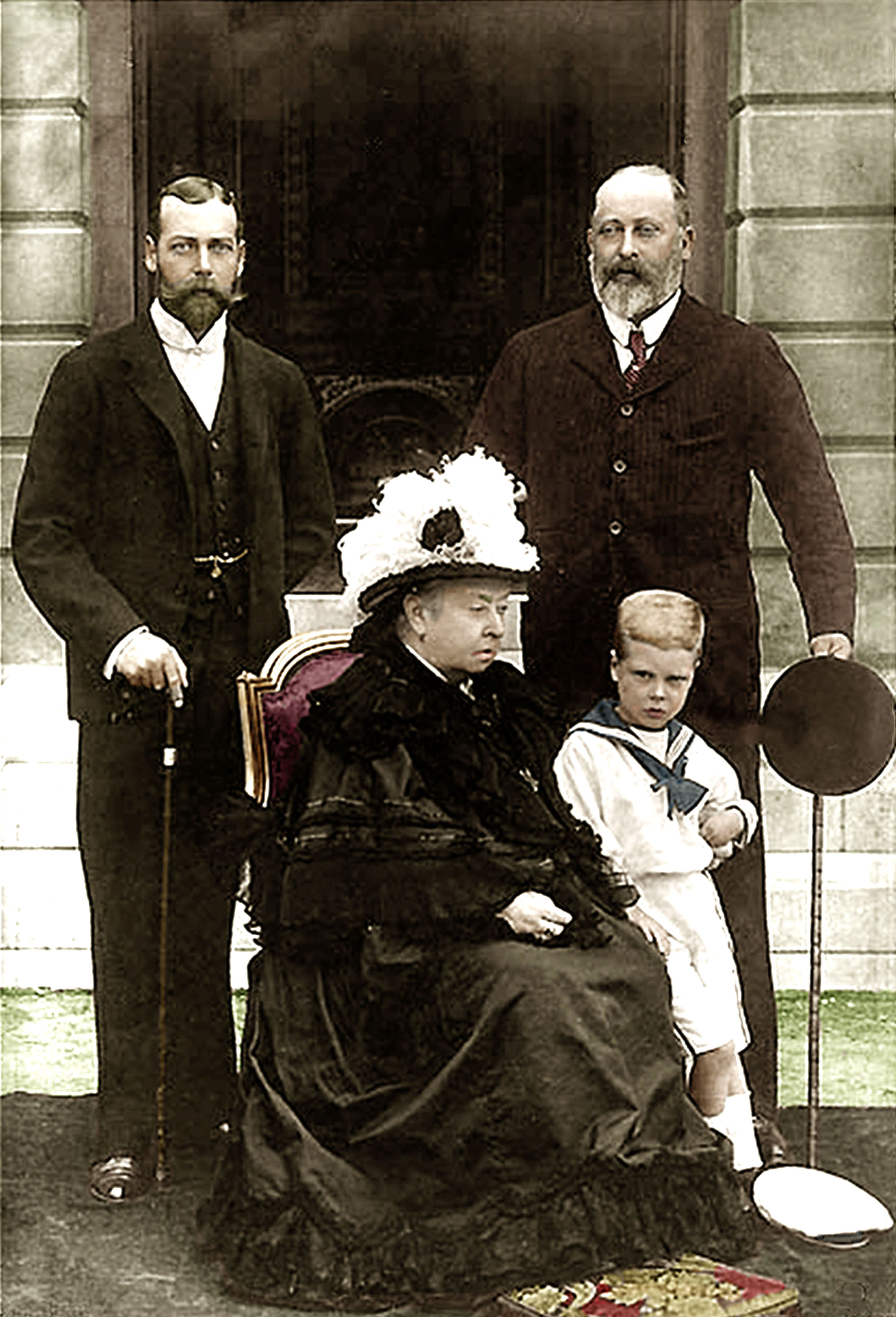
Victoria entourée de son fils, le futur Édouard VII (à droite), son petit-fils le futur George V (à gauche) et de son arrière-petit-fils le futur Édouard VIII en 1898.

En 1887, l'Empire britannique célèbre le jubilé d'or de Victoria. La reine fête le cinquantième anniversaire de son accession au trône le 20 juin avec un banquet auquel participent 50 nobles européens qui reçoivent la Médaille du jubilé d'or de Victoria. Le lendemain, elle participe à une procession et à un service religieux à l'abbaye de Westminster. Victoria est alors redevenue extrêmement populaire. Deux jours plus tard, le 23 juin, elle recrute deux Indiens musulmans comme domestiques. L'un d'eux, Mohammed Abdul Karim, devint Munshi (« secrétaire ») et enseigne le urdu à la reine. Sa famille et les autres domestiques sont choqués et accusent Abdul Karim d'espionner pour la Muslim Patriotic League et de monter la reine contre les hindous. L'écuyer Frederick Ponsonby (le fils d'Henry) découvrit qu'Abdul Karim avait menti au sujet de ses origines et rapporta au vice-roi des Indes, Lord Elgin, que « le Munshi occupe exactement la même position que celle qu'avait John Brown ». Victoria ignore ces plaintes qu'elle qualifie de racistes. Abdul Karim reste à son service jusqu'à la mort de la souveraine en 1901 et il rentre alors en Inde avec une pension.
La fille aînée de Victoria devient impératrice allemande en 1888, mais elle devient veuve avant la fin de l'année et le petit-fils de Victoria monte sur le trône sous le nom de Guillaume II. Sous son règne, les espoirs de libéralisation de l'Allemagne ne sont pas comblés et Guillaume II met en place un régime autocratique.
Gladstone redevient Premier ministre à l'âge de 82 ans après l'élection générale de 1892. Victoria s'oppose à la nomination du député radical Henry Labouchère au Cabinet et Gladstone accepte. En 1894, le Premier ministre prend sa retraite et, sans le consulter, Victoria nomme Lord Rosebery. Son gouvernement est faible et il est remplacé l'année suivante par Lord Salisbury, qui reste Premier ministre jusqu'à la fin du règne de Victoria.

#### Jubilé de diamant et festivités (1897)

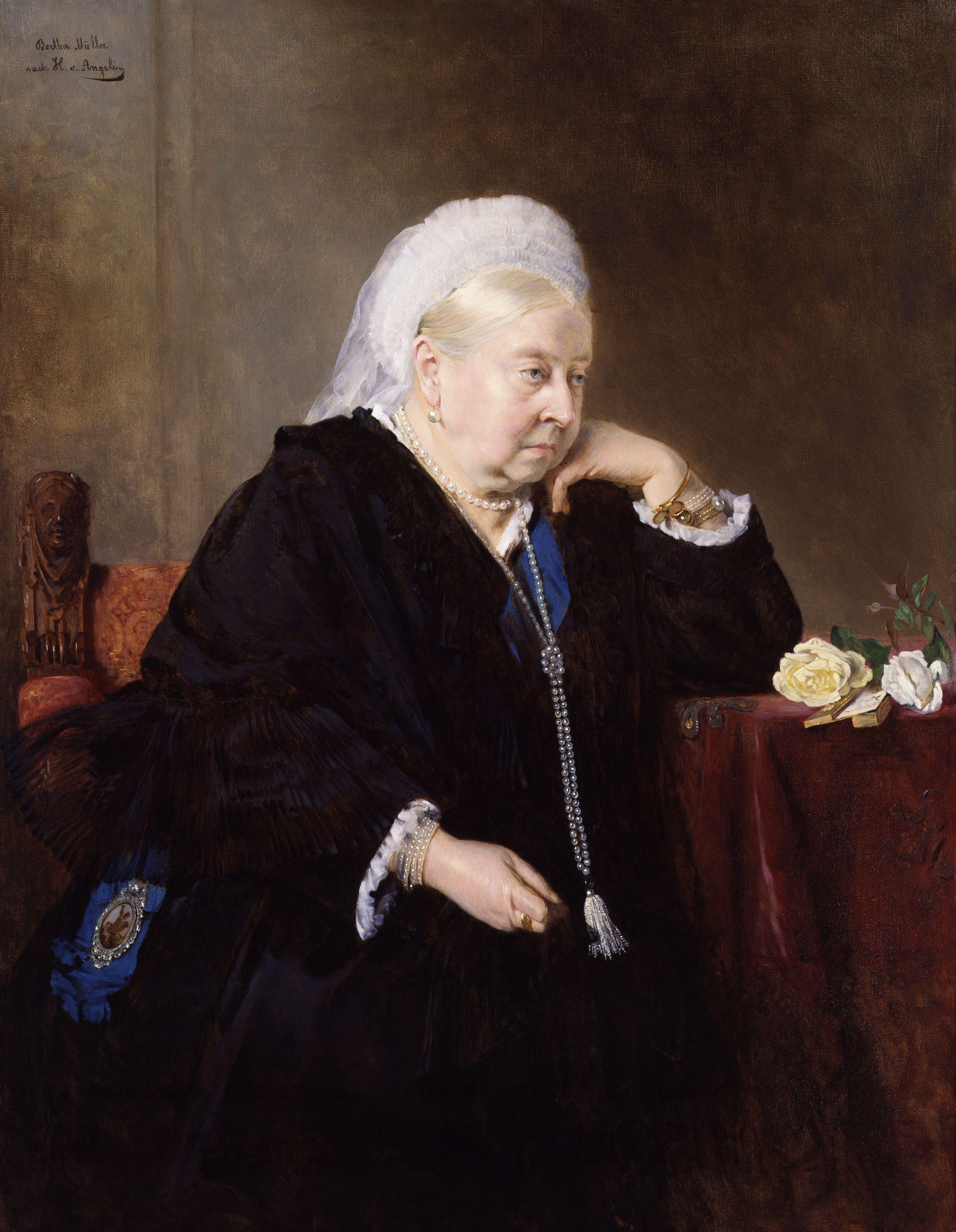
La reine Victoria à l'âge de 80 ans en 1899.

Le 23 septembre 1896, Victoria devient la monarque de l'histoire anglaise, écossaise, ou britannique ayant régné le plus longtemps, dépassant le record détenu jusqu'alors par son grand-père, George III. Conformément à la demande de la reine, toutes les célébrations publiques spéciales de l'événement sont retardées jusqu'en 1897 pour coïncider avec son jubilé de diamant marquant ses 60 années de règne. Le secrétaire d'État aux Colonies, Joseph Chamberlain, propose que le jubilé devienne un festival de l'Empire britannique.
Les Premiers ministres de tous les dominions autonomes sont invités et des troupes de tout l'Empire britannique participent à la procession du jubilé dans Londres. Les célébrations du soixantième anniversaire sont marquées par de grands débordements d'affection envers la reine bientôt octogénaire.

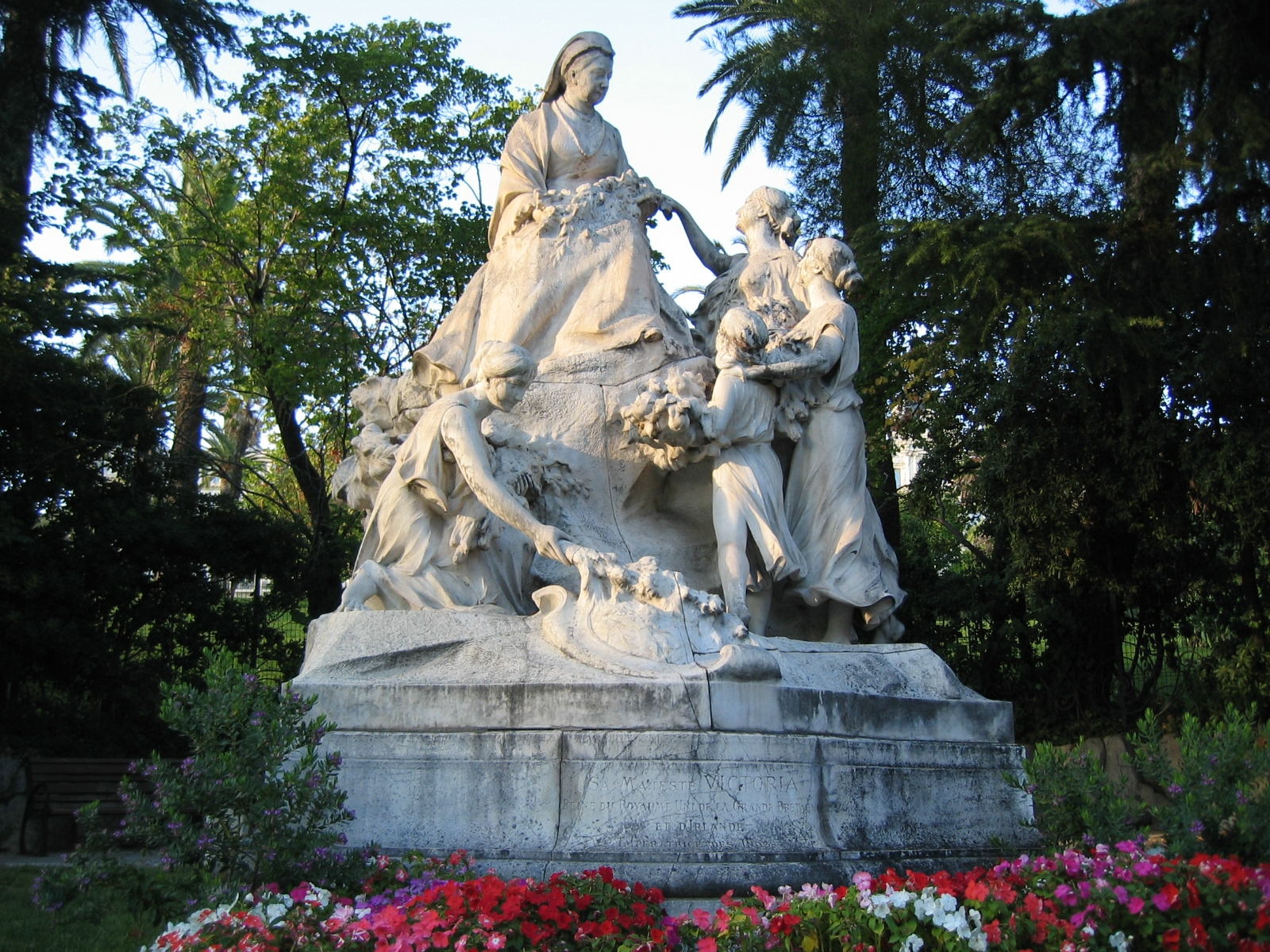
Monument érigé à Nice en hommage à la reine Victoria. Il fut inauguré en 1910 par le président de la République Raymond Poincaré.

Victoria se rend régulièrement en Europe continentale pendant ses vacances. Sa ville de prédilection est Nice. Elle affectionne particulièrement la douceur des hivers sur la Côte d’Azur, où elle loue régulièrement pendant deux mois des appartements dans le grand Hôtel Régina de Nice, dans le quartier résidentiel de Cimiez, assistant même, le 21 mars 1895, à une bataille de fleurs sur la promenade des Anglais. Un monument est érigé à sa mémoire en 1910, devant l'hôtel Régina. Lorsqu'elle est en France, sa protection est assurée par le commissaire Xavier Paoli, un policier à maintien de diplomate[Quoi ?] qui sera son invité personnel lors du jubilé.

#### Derniers voyages et déplacements
En 1889, durant un séjour à Biarritz, elle devient le premier monarque britannique à poser le pied en Espagne lorsqu'elle traverse la frontière pour une courte visite. En avril 1900, la guerre des Boers était devenue tellement impopulaire en Europe que son voyage annuel en France est jugé inopportun. Elle se rendit donc en Irlande pour la première fois depuis 1861, en partie pour reconnaître la contribution des régiments irlandais dans le conflit en Afrique du Sud. En juillet, son second fils, Alfred (« Affie ») meurt et elle écrit dans son journal « Oh, Dieu ! Mon pauvre chéri Affie est parti aussi. C'est une année horrible, rien d'autre que la tristesse et l'horreur sous une forme ou une autre ».

### Mort de la reine et funérailles

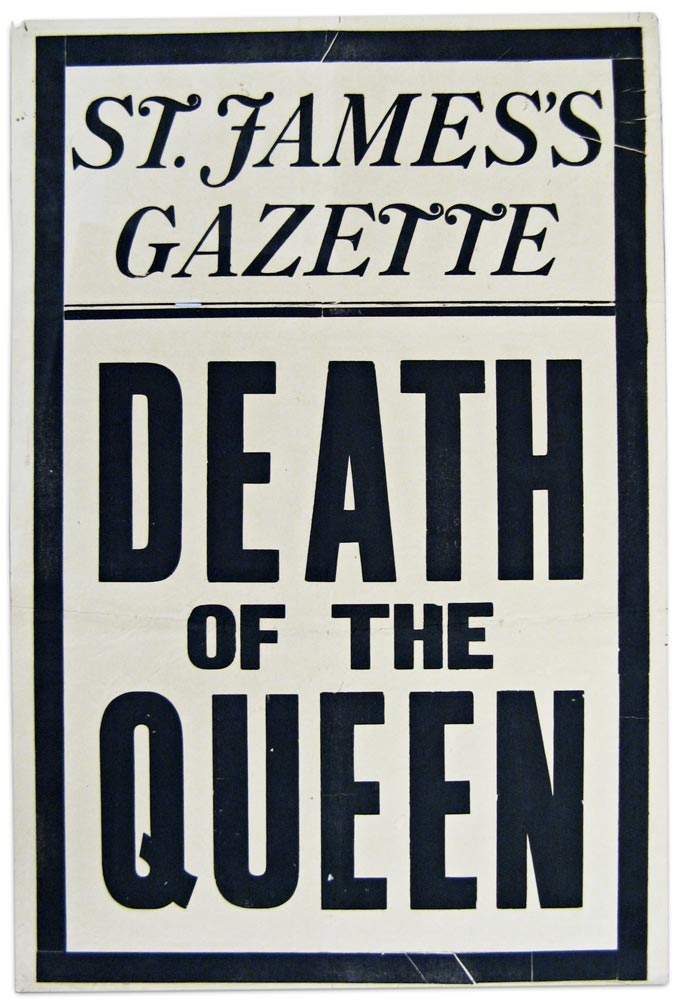
« Mort de la Reine », couverture du journal St James's Gazette.

Suivant une coutume qu'elle maintient tout au long de son veuvage, Victoria passe le réveillon de Noël 1900 à Osborne House sur l'île de Wight. Elle boite du fait de ses rhumatismes et sa vision est obscurcie par la cataracte. Durant le mois de janvier, elle se sent « faible et souffrante » et au milieu du mois, elle est « somnolente… hébétée et perdue ».
Finalement, la reine Victoria meurt le 22 janvier 1901 vers 18 h 30, à l'âge de 81 ans, dans sa résidence d'Osborne House. Son fils et successeur, Édouard VII, et son petit-fils le plus âgé, Guillaume II, se trouvaient à son chevet. Sa dernière volonté fut que son Poméranien préféré, Turri, soit posé sur son lit de mort. La disparition de la souveraine met un terme à un règne de 63 ans, 7 mois et 2 jours, soit le deuxième plus long de l'histoire britannique après celui d’Élisabeth II.
En 1897, Victoria a demandé que ses funérailles soient militaires du fait de son statut de chef de l'armée et de fille de soldat et que le blanc domine par rapport au noir. Le 25 janvier, Édouard VII, roi du Royaume-Uni et le prince Arthur de Connaught aident à la porter dans son cercueil. Elle est habillée d'une robe blanche et d'un voile de mariée. Des souvenirs rappelant sa famille élargie, ses amis et ses domestiques sont placés dans le cercueil à sa demande. Un des peignoirs d'Albert est placé à son côté avec un moulage en plâtre de sa main tandis qu'une mèche de cheveux de John Brown et une photographie de lui sont placées dans sa main gauche et dissimulées à la famille par un bouquet de fleurs bien positionné,. Ses funérailles sont organisées le samedi 2 février dans la chapelle Saint-Georges du château de Windsor et après deux jours d'exposition publique, elle est inhumée aux côtés d'Albert dans le mausolée royal de Frogmore, dans le Grand Parc de Windsor.

## Héritage

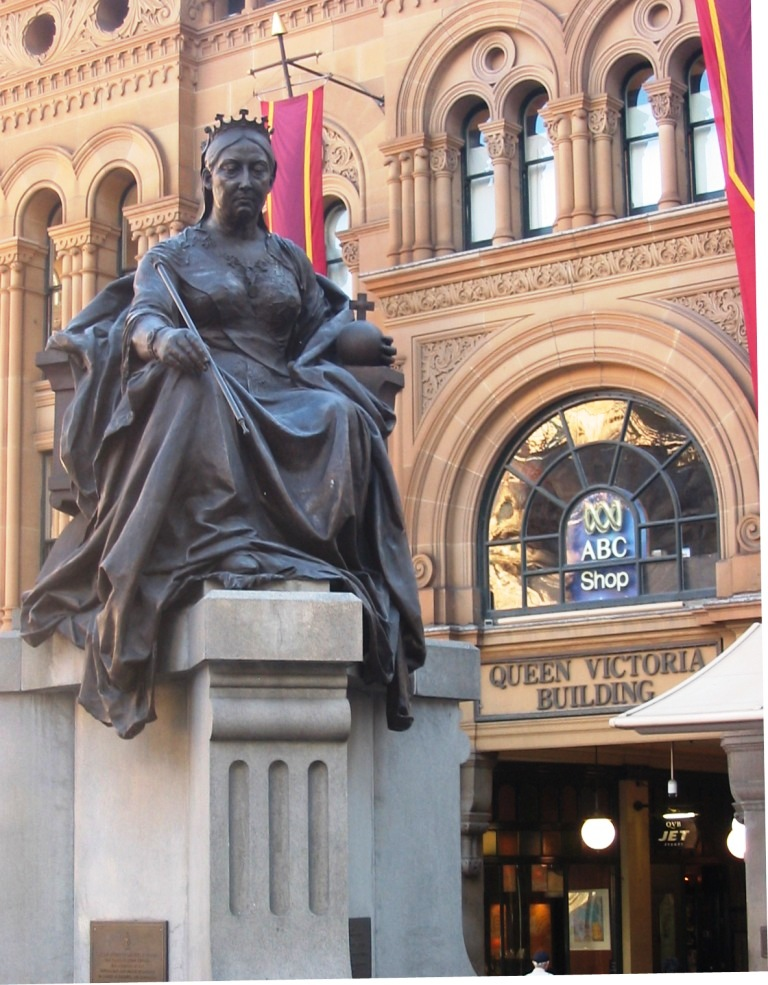
Statue de la reine Victoria devant le Queen Victoria Building à Sydney.

Le règne de Victoria, qui dura soixante-trois ans, sept mois et deux jours, est le deuxième plus long de toute l'histoire du Royaume-Uni et le troisième plus long pour un monarque au niveau mondial après celui de Louis XIV, roi de France, et celui de son arrière-arrière-petite-fille Élisabeth II. Elle fut la dernière souveraine britannique de la maison de Hanovre car son fils et héritier Édouard VII appartenait à la maison de Saxe-Cobourg-Gotha de son mari le prince Albert.
Selon l'un de ses biographes, Giles St Aubyn, Victoria écrivait chaque jour une moyenne de 2 500 mots. De juillet 1832 jusqu'à sa mort, elle rédigea un journal détaillé qui finit par représenter 122 volumes. Après la mort de Victoria, sa plus jeune fille, Béatrice du Royaume-Uni, devint son exécutrice littéraire ; elle retranscrivit et édita les journaux de Victoria et détruisit les originaux. Malgré leur destruction, la plupart des journaux ont été préservés. En plus des copies éditées de Béatrice, Lord Esher retranscrivit les journaux écrits entre 1832 et 1861 avant leur destruction par Béatrice. Une partie de l'importante correspondance de Victoria a été publiée en volumes par Arthur Christopher Benson, Hector Bolitho, George Earle Buckle, Lord Esher, Roger Fulford et Richard Hough entre autres.
Victoria parvint à projeter une image impressionnante. Elle rencontra l'impopularité dans les premières années de son veuvage, mais elle devint très appréciée dans les années 1880 et 1890 lorsqu'elle incarna l'Empire sous la forme d'une figure matriarcale bienveillante. Ce ne fut qu'après la publication de ses journaux et de ses lettres que l'étendue de son influence politique fut révélée au grand public,. Les biographies rédigées avant que la plus grande partie des sources primaires ne fût devenue disponible, comme celle de Lytton Strachey, Queen Victoria de 1921, sont aujourd'hui considérées comme dépassées. Celles d'Elizabeth Longford et de Cecil Woodham-Smith en 1964 et 1972 restent encore largement admirées. Celles-ci et d'autres concluent que Victoria avait une personnalité émotive, obstinée, honnête et franche.

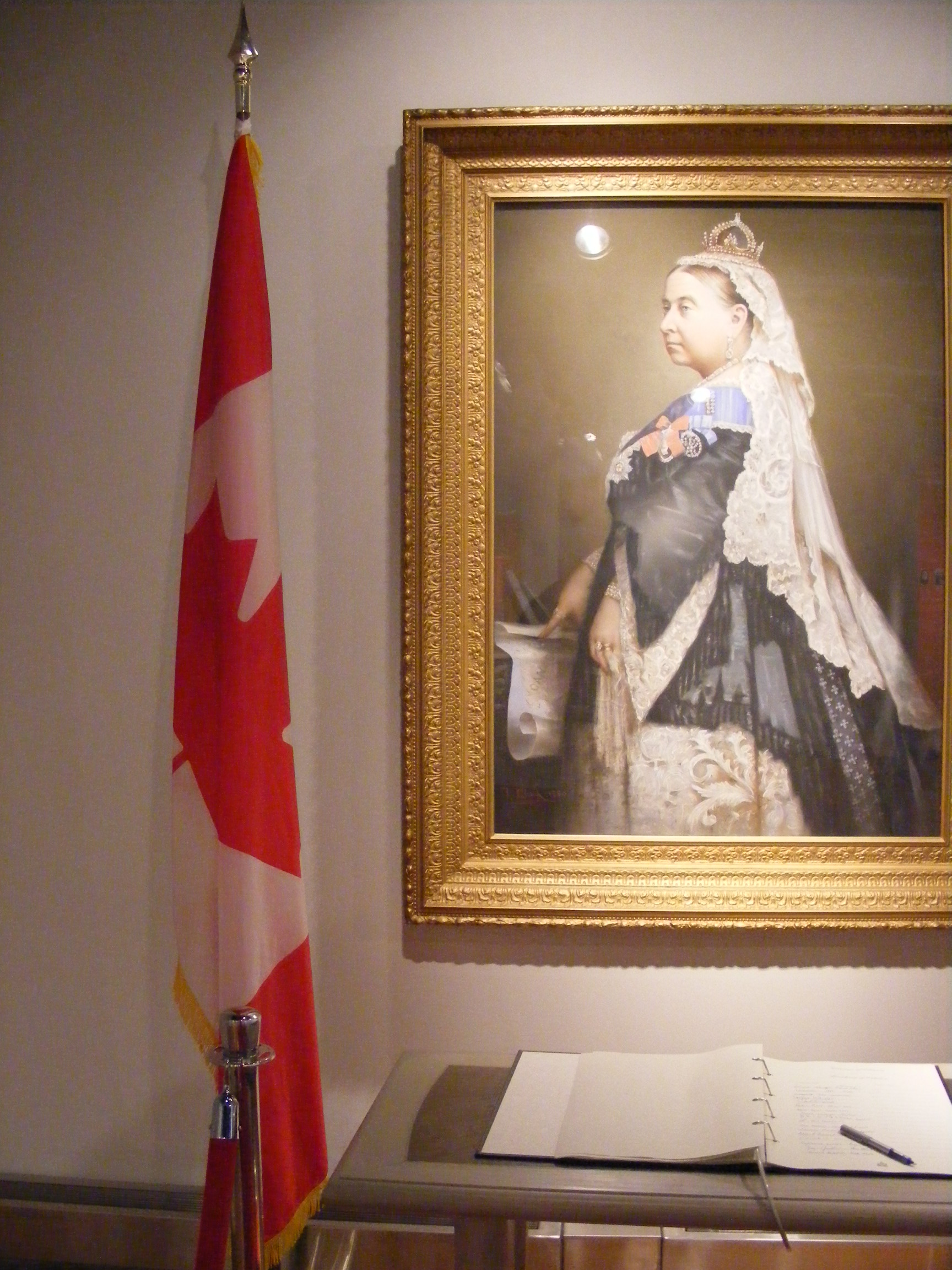
Image de la reine Victoria dans l'hôtel de ville d'Ottawa au Canada.

Durant le règne de Victoria, l'établissement progressif d'une monarchie constitutionnelle en Grande-Bretagne continua. Les réformes du système électoral accrurent le pouvoir de la Chambre des communes aux dépens de la Chambre des lords et du souverain. En 1867, le journaliste Walter Bagehot écrivit que le monarque ne conservait que « le droit d'être consulté, le droit de conseiller et le droit de mettre en garde ». Alors que la monarchie britannique devenait plus symbolique que politique, elle mit un fort accent sur la morale et les valeurs familiales en opposition aux scandales sexuels et financiers qui avaient été associés aux précédents membres de la maison de Hanovre et avaient discrédité la monarchie. Son règne vit la création du concept de « monarchie familiale », à laquelle pouvaient s'identifier les classes moyennes naissantes.
Les liens de Victoria avec les familles royales d'Europe lui valurent le surnom de « grand-mère de l'Europe, ». Victoria et Albert eurent 42 petits-enfants, dont 34 arrivèrent à l'âge adulte. Parmi ses descendants figurent Élisabeth II (reine du Royaume-Uni), son époux Philip Mountbatten, Harald V (roi de Norvège), Charles XVI Gustave (roi de Suède), Margrethe II (reine de Danemark), Juan Carlos Ier (roi d'Espagne) et son épouse Sophie de Grèce.
Le plus jeune fils de Victoria, Léopold, était atteint d'hémophilie B ainsi que deux de ses cinq filles, Alice et Béatrice du Royaume-Uni. Cette maladie fut ainsi transmise aux descendants de Victoria, dont ses arrière-petits-fils, Alexis Nikolaïevitch de Russie, Alphonse et Gonzalve de Bourbon. La présence de cette maladie chez les descendants de Victoria, mais pas chez ses ancêtres ont poussé certains à avancer que son véritable père n'était pas le duc de Kent, mais un hémophile. Rien n'indique qu'un hémophile ait été en relation avec la mère de Victoria, et comme les porteurs masculins souffrent toujours de la maladie, si ce dernier existait, il aurait été gravement malade. Il est plus probable que la mutation se soit produite spontanément chez le père de Victoria qui avait plus de 50 ans au moment de sa conception, et l'hémophilie se développe plus souvent chez les enfants de pères âgés. Des mutations spontanées sont la cause de 30 % des cas.

## Dans la culture populaire

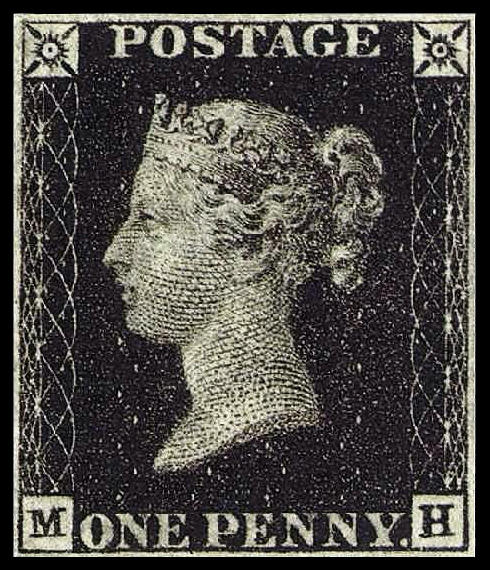
Le Penny Black fut le premier timbre-poste émis en 1840 et portait l'effigie de la reine Victoria.

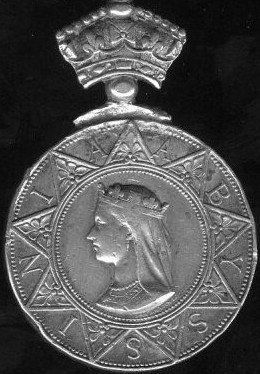
Médaille à l'effigie de Victoria décernée aux participants de l'expédition britannique en Éthiopie de 1868.

Du fait de sa longévité et du développement de l'Empire britannique, un très grand nombre de lieux et de bâtiments ont été nommés en l'honneur de la reine Victoria, essentiellement dans le Commonwealth of Nations. On peut par exemple citer la capitale des Seychelles, le plus grand lac d'Afrique, les chutes Victoria, les capitales de la Colombie-Britannique (Victoria) et de la Saskatchewan (Regina) et les États australiens du Victoria et du Queensland.
La croix de Victoria (Victoria Cross) fut créée en 1856 pour récompenser les actes de bravoure pendant la guerre de Crimée et elle reste la plus haute distinction militaire britannique, canadienne, australienne et néo-zélandaise. La Fête de la Reine (Victoria Day) est un jour férié au Canada et dans certaines parties de l'Écosse et elle est célébrée le lundi précédant le 25 mai pour commémorer la naissance de la reine Victoria.

## Documentaire
En 2011, un documentaire-fiction, intitulé La reine Victoria ou l'empire des sens, lui est consacré dans le cadre de l'émission Secrets d'Histoire, présentée par Stéphane Bern.
Le documentaire revient sur les tourments de son règne, notamment la mort précoce de son mari Albert, qui fera vaciller quelque temps la Monarchie britannique, mais aussi sur son amitié avec Napoléon III et l'impératrice Eugénie, et enfin sur son séjour sur la Côte d'Azur.

## Titres et armoiries

### Titres
- 24 mai 1819 – 20 juin 1837 : Son Altesse Royale la princesse Alexandrina Victoria de Kent ;
- 20 juin 1837 – 22 janvier 1901 : Sa Majesté la reine ;
  - 1er mai 1876 – 22 janvier 1901 : Sa Majesté Impériale la reine-impératrice (par rapport à l'Inde britannique).

À la fin de son règne, son titre complet était « Sa Majesté Victoria, par la grâce de Dieu, reine du Royaume-Uni de Grande-Bretagne et d'Irlande, impératrice des Indes, défenseur de la Foi ».

### Armoiries
Il ne fut pas concédé d'armoiries à Victoria avant son accession au trône. Comme elle ne pouvait pas monter sur le trône de Hanovre, ses armoiries de monarque ne portaient pas les symboles hanovriens arborés par celles de ses prédécesseurs. Ses armoiries ont été portées par tous ses successeurs britanniques, y compris le roi actuel Charles III.
En dehors de l'Écosse, l'écu des armoiries royales de Victoria, également utilisé sur les armes royales, était : écartelé : au 1 et 4, de gueules, à trois léopards d'or armés et lampassés d'azur l'un sur l'autre (qui est Angleterre), au 2, d'or, au lion de gueules armé et lampassé d'azur, au double trescheur fleuronné et contre-fleuronné du même (qui est Écosse), au 3, d'azur, à la harpe d'or, cordée d'argent (qui est Irlande). En Écosse, les premier et quatrième quarts sont occupés par le lion écossais et le second par les lions anglais. Les supports diffèrent également entre l'Écosse et le reste du Royaume-Uni.

Armoiries royales.
Armoiries royales en Écosse.

## Descendance

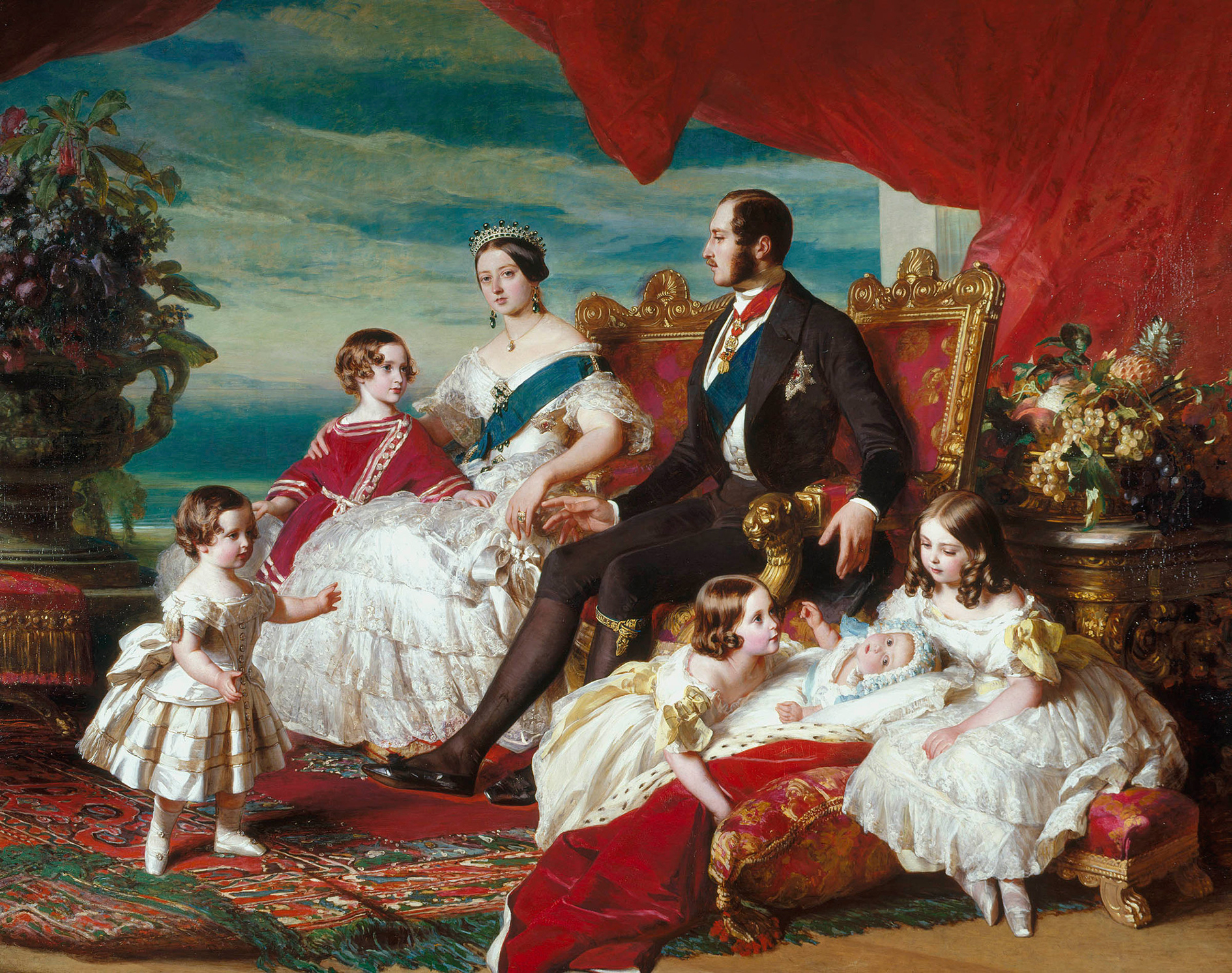
La famille de Victoria en 1846 représentée par Franz Xaver Winterhalter. De gauche à droite : Alfred, Edward, la reine Victoria, le prince consort Albert, Alice, Helena et Victoria.

| Nom                        | Naissance        | Décès            | Mariage                         | Enfants |
| -------------------------- | ---------------- | ---------------- | ------------------------------- | --- |
| Victoria, princesse royale | 21 novembre 1840 | 5 août 1901      | Frédéric III                    | Guillaume II Charlotte de Prusse Henri de Prusse Sigismond de Prusse Victoria de Prusse Waldemar de Prusse Sophie de Prusse Marguerite de Prusse                                          |
| Édouard VII                | 9 novembre 1841  | 6 mai 1910       | Alexandra de Danemark           | Albert Victor de Clarence George V Princesse Louise Princesse Victoria Princesse Maud Alexandre-John                                                                                      |
| Princesse Alice            | 25 avril 1843    | 14 décembre 1878 | Louis IV de Hesse               | Victoria de Hesse-Darmstadt Élisabeth de Hesse-Darmstadt Irène de Hesse-Darmstadt Louis V de Hesse Frédéric de Hesse-Darmstadt Alix de Hesse-Darmstadt Marie de Hesse-Darmstadt           |
| Prince Alfred              | 6 août 1844      | 31 juillet 1900  | Maria Alexandrovna de Russie    | Alfred de Saxe-Cobourg-Gotha Marie de Saxe-Cobourg-Gotha Victoria Mélita de Saxe-Cobourg-Gotha Alexandra d'Édimbourg Béatrice de Saxe-Cobourg et Gotha                                    |
| Princesse Helena           | 25 mai 1846      | 9 juin 1923      | Christian de Schleswig-Holstein | Christian-Victor de Schleswig-Holstein Albert de Schleswig-Holstein Hélène-Victoria de Holstein-Sonderbourg-Augustenbourg Marie-Louise de Schleswig-Holstein Harald de Schleswig-Holstein |
| Princesse Louise           | 18 mars 1848     | 3 décembre 1939  | John Campbell, 9e duc d'Argyll  | Aucun |
| Prince Arthur              | 1er mai 1850     | 16 janvier 1942  | Louise-Marguerite de Prusse     | Margaret de Connaught Arthur de Connaught Patricia de Connaught |
| Prince Léopold             | 7 avril 1853     | 28 mars 1884     | Hélène de Waldeck-Pyrmont       | Alice d'Albany Charles-Édouard de Saxe-Cobourg et Gotha |
| Princesse Beatrice         | 14 avril 1857    | 26 octobre 1944  | Henri de Battenberg             | Alexandre Mountbatten Victoire-Eugénie de Battenberg Léopold Mountbatten Maurice de Battenberg                                                                                            |

## Culture populaire
L'image de la reine a été représentée dans plusieurs médias.